# Liste von Sakralbauten in Stuttgart

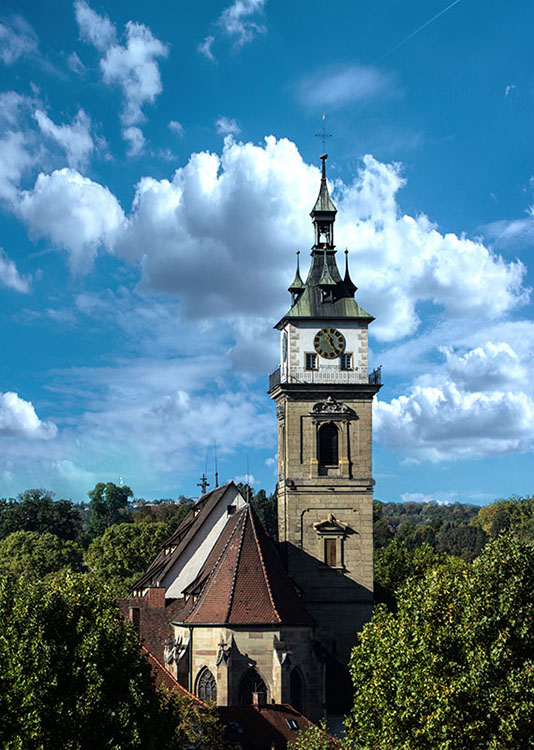
Die evangelische Kirche in der Altstadt von Bad Cannstatt heißt einfach Stadtkirche

Die Liste von Sakralbauten in Stuttgart nennt Kirchengebäude und sonstige Sakralbauten in Stuttgart.

## Christentum
Diese Übersicht enthält im Grundsatz alle in Stuttgart bestehenden Kirchengebäude. Soweit bekannt, wurde bei jeder Kirche Bauzeit, Architekten, eine kurze Baubeschreibung sowie etwaige Besonderheiten angegeben.

### Hauptkirchen
- Die Stiftskirche ist die Hauptkirche der Evangelischen Landeskirche in Württemberg.[1]
- Seit 1978 ist die ebenfalls in der Innenstadt gelegene Kirche Domkirche St. Eberhard Konkathedrale (die zweite Kathedralkirche) des Bistums Rottenburg-Stuttgart.

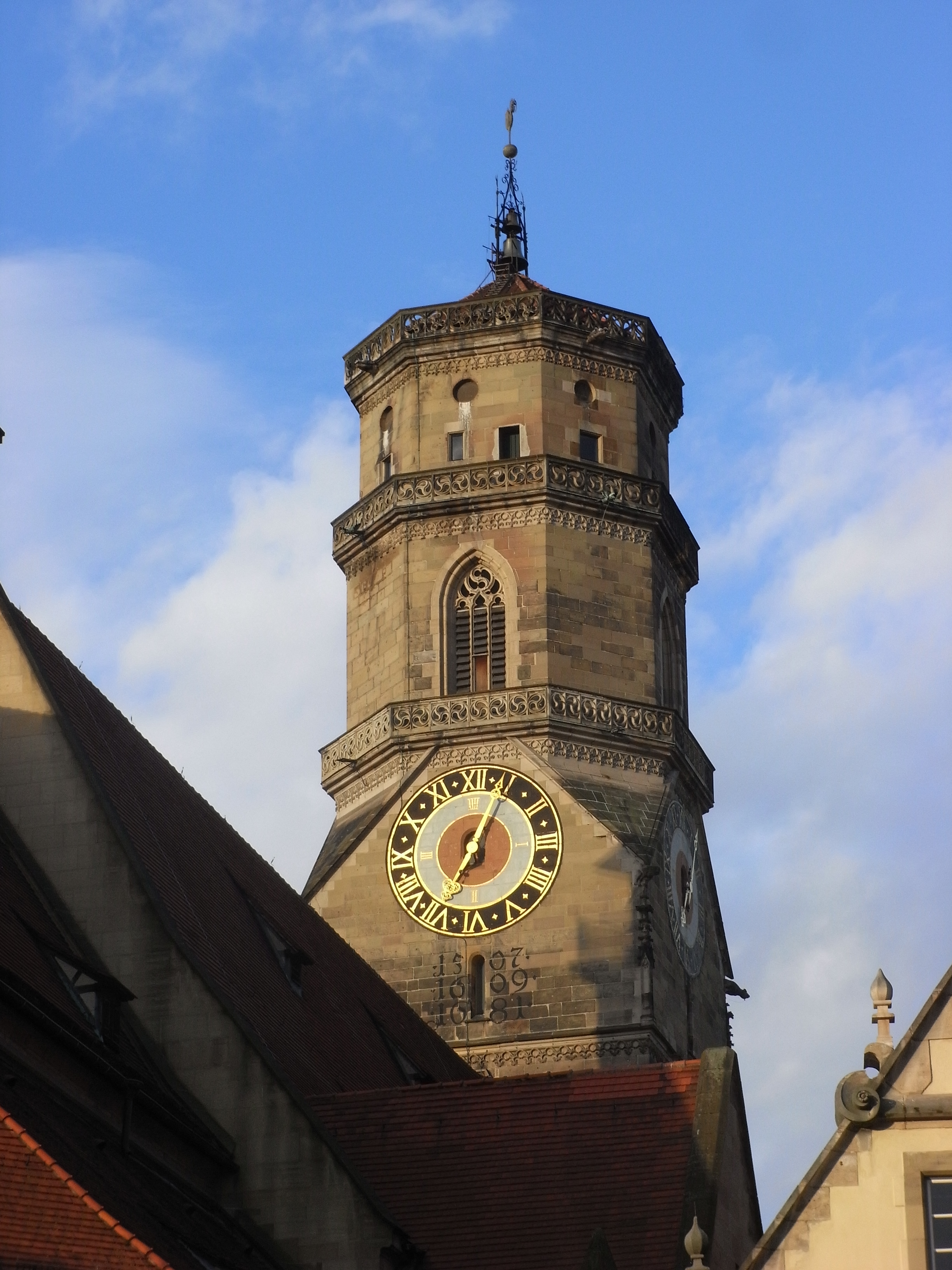
Evangelische Stiftskirche: Gotik, Neogotik, auch Spuren der Romanik
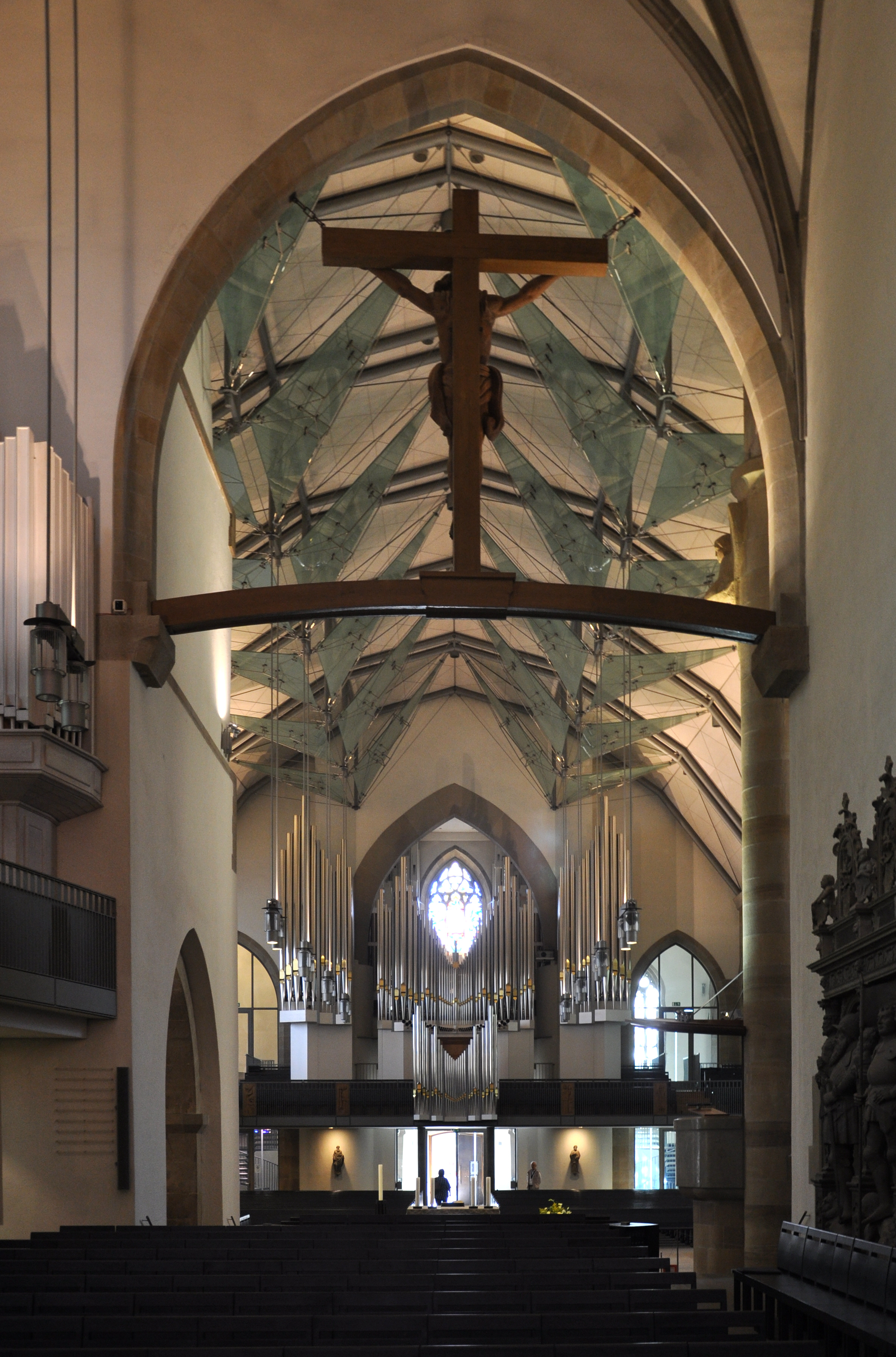
Stiftskirche: Blick durch Chor und Langhaus in Richtung Orgel
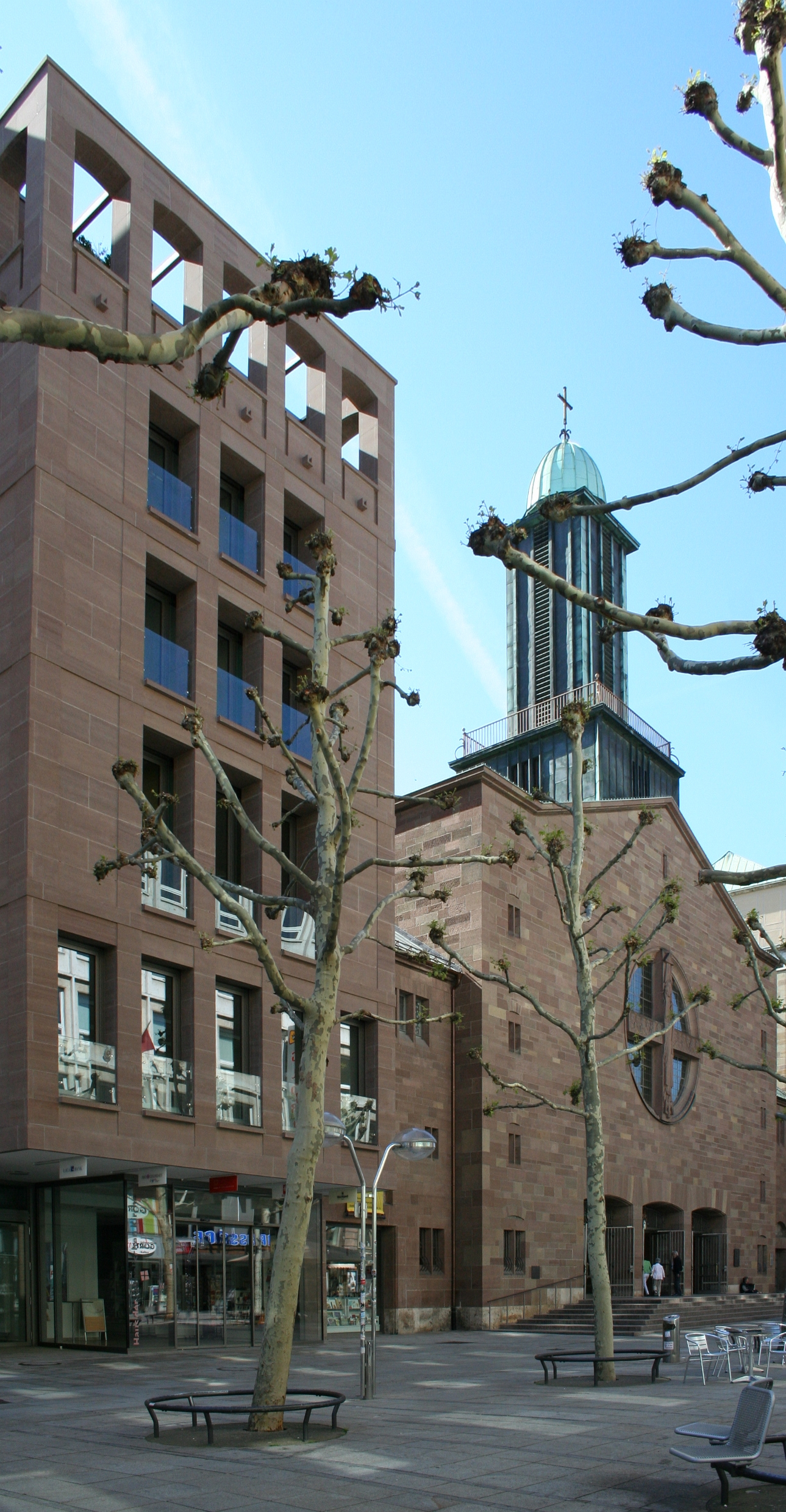
Fassade der Domkirche St. Eberhard, links das Haus der katholischen Kirche

### Evangelische Kirchen

#### Evangelische Kirchen der Württembergischen Landeskirche
Die knapp 100 evangelischen Kirchengebäude bzw. Predigtstellen im Stadtgebiet Stuttgart gehören zu insgesamt 72 Kirchengemeinden. Sie alle zusammen bilden den Kirchenkreis Stuttgart, der am 1. Januar 2008 aus den vier Kirchenbezirken Stuttgart (bis dahin 22 Kirchengemeinden), Bad Cannstatt (bis dahin 20 Kirchengemeinden), Degerloch (bis dahin 21 Kirchengemeinden) und Zuffenhausen (bis dahin 11 Kirchengemeinden) entstanden ist. Einzelne Kirchengemeinden haben somit mehrere Kirchen bzw. Predigtstellen. Teilweise haben sich Kirchengemeinden auch zu Gesamtkirchengemeinden (zum Beispiel Stuttgart, Bad Cannstatt und Degerloch) zusammengeschlossen, bleiben jedoch selbständige Körperschaften des öffentlichen Rechts. Die Gesamtkirchengemeinde Stuttgart war deckungsgleich mit dem Kirchenbezirk Stuttgart. Sie besteht als Körperschaft „Gesamtkirchengemeinde Stuttgart“ weiter, ihre Kirchenbezirksaufgaben wurden jedoch auf den Kirchenkreis Stuttgart übertragen.
Die meisten evangelischen Kirchengemeinden Stuttgarts entstanden im 19. Jahrhundert in den aus historischer Zeit evangelischen Stadtteilen Stuttgarts, als die Kirchengemeinden von den politischen Gemeinden herausgelöst wurden. Aus diesen Gemeinden wurden infolge starken Wachstums später teilweise neue Kirchengemeinden herausgelöst, so dass sich die Zahl der Kirchengemeinden bis in die 1970er Jahre stark erhöhte. In letzter Zeit haben sich einige dieser neuen Kirchengemeinden wieder zu größeren Kirchengemeinden zusammengeschlossen (etwa in Feuerbach, Zuffenhausen oder Stuttgart-Nord).
Die den Kirchengemeinden übergeordneten ehemaligen Kirchenbezirke Stuttgart und Bad Cannstatt gehen zurück auf die Einteilung des Königreichs Württemberg in Oberämter. Damals wurde neben dem weltlichen Vogt ein Specialsuperintendent eingesetzt, der für die kirchlichen Angelegenheiten zuständig war. Später erhielten die Specialsuperintendenten die Amtsbezeichnung Dekan. Degerloch wurde erst 1938 Sitz eines Kirchenbezirkes, der aus dem Gebiet des Dekanats für das Amtsoberamt Stuttgart hervorging, das 1819 vom Stadtdekanat Stuttgart getrennt wurde. Der Kirchenbezirk Zuffenhausen wurde 1965 eingerichtet, als der Kirchenbezirk Bad Cannstatt geteilt wurde. 1990 wurde der Kirchenbezirk Bad Cannstatt auf die Kirchengemeinden im Stadtgebiet Stuttgart reduziert, indem seine östlichen Kirchengemeinden dem Kirchenbezirk Waiblingen zugeordnet wurden. Seither umfassten die vier Kirchenbezirke Stuttgarts nur Kirchengemeinden innerhalb der Stadt Stuttgart. 2008 wurden nun die vier Kirchenbezirke im Stadtgebiet Stuttgart zum Kirchenkreis Stuttgart vereinigt. In der folgenden Übersicht sind die Kirchen in Stuttgart in alphabetischer Reihenfolge aufgeführt.
| Abbildung | Name                                  | Standort        | Koordinaten                 | Bauzeit         | Besonderheiten |
| --------- | ------------------------------------- | --------------- | --------------------------- | --------------- | --- |
|           | Alte Gartenstadtkirche                | Luginsland      | 48° 47′ 26″ N, 9° 15′ 28″ O | 1929–1931       | Der Stuttgarter Architekt Rudolf Behr wurde 1929 mit dem Bau beauftragt und am 18. Oktober 1931 konnte das 182.000 Reichsmark teure Gotteshaus eingeweiht werden. Das „Gartenstadtkirchle“, 1944 durch Fliegerbomben zerstört, ab 1948 wiederaufgebaut, dient seit 1969 vorwiegend als Begegnungsstätte. |
|           | Alte Kirche                           | Heumaden        | 48° 44′ 43″ N, 9° 14′ 18″ O | 1499            | Erbaut ab 1499 mit spätgotischem Chor, darin ein Altar aus Sandstein mit einem Christus-Monogramm. 1666 wurde die Kirche umgebaut und 1893 renoviert. Dabei erhielt sie eine Holzdecke durch Heinrich Dolmetsch. Seither befindet sich auch die Kanzel näher im Chor. Die Kirche hat eine zweimanualige Weigle-Orgel an der Turmwand. Die spätgotischen Maßwerkfenster und Strebepfeiler des Chores werden ins 15. Jahrhundert datiert. Von der Kirchengemeinde wurde in den 1960er Jahren die Evangelische Kirchengemeinde Heumaden-Süd mit eigener Gnadenkirche abgetrennt. |
|           | Alte Pfarrkirche                      | Hedelfingen     | 48° 45′ 33″ N, 9° 15′ 19″ O | 1468            | Die heutige Friedhofskirche der Evangelischen Kirchengemeinde Hedelfingen wurde im 13. Jahrhundert als Wehrkirche erbaut. 1449 wurde sie zerstört und ab 1468 wieder aufgebaut. Dabei erhielt sie Wandmalereien (u. a. Die Zehn Gebote, das Jüngste Gericht sowie Heiligenlegenden), die nach der Reformation übertüncht wurden. 1796 wurden Emporen eingebaut. 1944 wurde die Kirche durch Fliegerangriffe beschädigt, danach wiederhergestellt und in den 1950er Jahren wurde die Malerei des 15. Jahrhunderts freigelegt. Ende der 1990er Jahre wurde die Kirche umfassend restauriert. |
|           | Andreaskirche                         | Obertürkheim    | 48° 45′ 51″ N, 9° 16′ 8″ O  | 1927            | Die Andreaskirche wurde 1927 als zweite evangelische Kirche Obertürkheims gebaut. Die alte Kirche ist die Petruskirche. Beide Kirchen sind Predigtstellen der Evangelischen Kirchengemeinde Obertürkheim. |
|           | Andreaskirche                         | Uhlbach         | 48° 46′ 32″ N, 9° 16′ 48″ O | 1490            | 1490 im gotischen Stil gebaut, die Vorgängerkirche wurde aber bereits 1386 erbaut; der Kirchturm wurde 1596 und die ganze Kirche nochmals 1895 umgebaut. Holz- und Wandmalereien. |
|           | Andreäkirche                          | Bad Cannstatt   | 48° 48′ 18″ N, 9° 14′ 8″ O  | 1919            | 1919 als provisorische Kirche errichtet. Die Andreägemeinde trägt ihren Namen nach dem Theologen Johann Valentin Andreae, der nach dem Dreißigjährigen Krieg die württembergische Landeskirche entscheidend mitgeprägt und sich vor allem auch auf diakonischem Gebiet engagiert hat. In heutigen (1956 erbauten) Andreäkirche finden 700 Menschen Platz. In den dazugehörigen Gemeinderäumen kommen eine Vielzahl von Gruppen und Kreisen zusammen. Zur Gemeinde gehört ein zweigruppiger Kindergarten. Die Andreägemeinde gehört zur Evangelischen Gesamtkirchengemeinde Bad Cannstatt. |
|           | Asemwaldkirche                        | Asemwald        | 48° 43′ 29″ N, 9° 11′ 33″ O | 1997            | Die Asemwald-Kirche, die gelegentlich auch nur „Kapelle“ genannt wird, wurde 1997 von den Architekten Hana und Rainfried Rudolf erbaut. Das um den vorher schon bestehenden Kindergarten erbaute schlichte Gotteshaus mit Türmchen besitzt im Innern seit 2002 ein aus vier Säulen bestehendes und drehbares Altarbild. Die Kirche hat nur 100 Plätze. Zuvor feierte die Gemeinde ihre Gottesdienste in einem Mehrzweckraum des ökumenischen Gemeindezentrums. Die Asemwaldkirche ist eine der beiden Predigtstätten der Evangelischen Kirchengemeinde Asemwald/Schönberg. |
|           | Auferstehungskirche                   | Botnang         | 48° 46′ 47″ N, 9° 7′ 28″ O  | 1955            | 1955 auf den Trümmern der um 1450 erbauten und 1745 ausgebauten alten Botnanger Kirche erbaut von Knörzer |
|           | Auferstehungskirche                   | Möhringen       | 48° 43′ 17″ N, 9° 9′ 38″ O  | 1986            | Die Kirche wurde 1986 für das Wohngebiet Salzäcker erbaut. Sie beherbergt seit 1998 eine Orgel aus der Leonberger Werkstätte Mühleisen. Die zugehörige Kirchengemeinde ist Teil der Evangelischen Gesamtkirchengemeinde Möhringen. |
|           | Auferstehungskirche                   | Rot             | 48° 50′ 6″ N, 9° 11′ 46″ O  | 1956            | Schon in den 1930er Jahren entstand am Rotweg ein neuer Stadtteil „Rotwegsiedlung“, der nach dem Zweiten Weltkrieg stark aufgesiedelt wurde und als Stadtteil Rot bezeichnet wurde. Für die Bewohner des Stadtteils plante der Architekt Prof. Erwin Rohrberg eine Kirche, die 1956 fertiggestellt wurde (Einweihung am 2. Dezember). Sie erhielt eine Walcker-Orgel und eine Raumplastik von Jürgen Weber. Die Fenster stammen von dem Glaskünstler Christian Oehlers. Im Turm der Kirche wurden zwei Ateliers für Künstler untergebracht. 1964 wurde die Evangelische Kirchengemeinde Rot selbständig. 1969 erbaute sich die Gemeinde in einiger Entfernung zur Kirche das Gemeindehaus, welches den Namen „Comeniushaus“ erhielt. Die Evangelische Kirchengemeinde Rot bildet seit Mai 2005 zusammen mit den Nachbargemeinden Freiberg, Mönchfeld und der Nazariusgemeinde Zazenhausen die Evangelische Gesamtkirchengemeinde Himmelsleiter, die ihren Namen nach einer alten Gewannbezeichnung erhielt. |
|           | Berger Kirche                         | Berg            | 48° 47′ 48″ N, 9° 12′ 38″ O | 1853–1855       | Erbaut 1853–55 im neugotischen Stil anstelle eines baufälligen Vorgängerbaus (ca. 1470) von dem Architekten Ludwig Friedrich Gaab (1800–1869), Langhaus mit vorgelagertem Westturm, nach starker Zerstörung im Zweiten Weltkrieg 1955 wieder instand gesetzt. |
|           | Bernhardskirche                       | Rohracker       | 48° 45′ 24″ N, 9° 13′ 49″ O | 15. Jh.         | Spätgotischer Kirchenbau des 15. Jahrhunderts., im 17. Jahrhundert barock umgestaltet und bei Renovierungen im 20. Jahrhundert Wiederherstellung der spätgotischen Gestalt. |
|           | Blumhardtkirche                       | Bad Cannstatt   | 48° 48′ 0″ N, 9° 13′ 21″ O  |                 | Die Blumhardtgemeinde gehört zur Evangelischen Gesamtkirchengemeinde Bad Cannstatt. |
|           | Bonhoefferkirche                      | Fasanenhof      | 48° 42′ 39″ N, 9° 9′ 11″ O  | 1960er          | Für die in den 1960er Jahren entstandene Wohnsiedlung Fasanenhof, die ihren Namen von einer ehemaligen Fasanerie Herzog Eberhard Ludwigs bzw. einem ehemals dort befindlichen Lustschlösschen Carl Eugens bekam, wurde die Dietrich-Bonhoeffer-Kirche gebaut. Die zugehörige Evangelische Kirchengemeinde wurde von der Möhringen abgetrennt. |
|           | Brenzkirche                           | Nord            | 48° 47′ 57″ N, 9° 10′ 27″ O | 1933            | Benannt nach dem Reformator Johannes Brenz. Infolge starken Wachstums der Bevölkerung in Stuttgart-Nord im Bereich Killesberg wurde 1933 die Brenzkirche errichtet und kurze Zeit später von der Erlöserkirchengemeinde eine eigene Kirchengemeinde abgetrennt. Die Kirche wurde nach Plänen von Alfred Daiber im Stil des Neuen Bauens in unmittelbarer Nähe zur bekannten Weißenhofsiedlung erbaut. Zuvor feierten die Bewohner ihre Gottesdienste in Räumen der Kunstakademie. In den Jahren 1938/39 wurde der Kirchenbau wegen der geplanten Reichsgartenschau 1939 an die Bauvorstellungen des Dritten Reiches angepasst (Ecken statt Rundungen, rechtwinklige statt schräger Fenster, Giebel anstelle des Flachdachs). 1970 entstand auf dem Killesberg dann noch die Christophkirche als weitere Predigtstelle der Brenzgemeinde. In den 1990er Jahren nahm die Zahl der Gemeindeglieder wieder stark ab. Daher schloss sich die Brenzgemeinde am 1. Januar 1997 mit der Erlöser- und der Martinsgemeinde zu einer neuen Kirchengemeinde Stuttgart Nord zusammen. |
|           | Christophkirche                       | Nord            | 48° 48′ 11″ N, 9° 9′ 46″ O  | 1970            | Benannt nach Herzog Christoph von Württemberg. Erbaut 1970 als zweite Predigtstelle der Brenzkirchengemeinde nach Entwürfen der Architekten Fiedler und Aichele. Seit 1. Januar 1997 gehört sie mit der Brenz-, der Erlöser- und der Martinsgemeinde zur neu gegründeten Evangelischen Kirchengemeinde Stuttgart Nord. |
|           | Christuskirche auf der Gänsheide      | Gänsheide       | 48° 46′ 31″ N, 9° 11′ 43″ O | 1954–1956       | 1914 wurde für die Bevölkerung auf der Gänsheide, die damals zur Stiftsgemeinde gehörte, ein Betsaal errichtet. 1930 wurde die Kirchengemeinde selbständig. Da der Betsaal 1943 zerstört wurde, entstand von 1954 bis 1956 die heutige Christuskirche mit Gemeindehaus. Die Plastik des in den Himmel auffahrenden Christus wurde 1963 von der Bildhauerin Ruth Speidel geschaffen. Die Kirche liegt in der Nähe des Evangelischen Oberkirchenrats Württemberg und ist durch ihre exponierte Lage weithin sichtbar. |
|           | Christuskirche                        | Hofen           | 48° 49′ 58″ N, 9° 13′ 6″ O  | 1958            | Erbaut 1958 von Zoller. Im einzig katholischen Stadtteil Stuttgarts feierten die überwiegend nach dem Zweiten Weltkrieg zugezogenen und zur Kirchengemeinde Mühlhausen gehörenden Protestanten zunächst in einer Gaststätte ihre Gottesdienste, bis die Christuskirche erbaut wurde. Die Glocken überließ die Nachbargemeinde Münster. 1962 wurde die Evangelische Kirchengemeinde Hofen selbständig; eine vollständige Pfarrstelle wurde aber erst 1967 eingerichtet. |
|           | Christuskirche                        | Möhringen       | 48° 43′ 38″ N, 9° 9′ 34″ O  | 1957            | Die Kirche wurde am 23. Juni 1957 geweiht. Architekt war Walter Ruff, der neben dem eigentlichen Kirchenraum auch Gruppenräume, einen Kindergarten und Wohnungen errichtete. Im Innenraum sind die vier Christusfenster von Christian Oehler und der Holzaltar von Gottfried Gruner erwähnenswert. Die Kirche gehört zur Evangelischen Kirchengemeinde Möhringen. |
|           | Dachswaldkirche                       | Vaihingen       | 48° 44′ 50″ N, 9° 7′ 24″ O  | 1969            | Die Kirche wurde 1969 für die gleichnamige Siedlung erbaut. Sie ist die zweite Predigtstelle der Thomaskirchengemeinde Kaltental. |
|           | Diakonissenkirche                     | West            | 48° 46′ 51″ N, 9° 9′ 46″ O  | 1850er          | Für die 1854 gegründete Evangelische Diakonissenanstalt Stuttgart, einer kirchlichen Stiftung bürgerlichen Rechts, wurde die Diakonissenkirche als geistliches Zentrum des Mutterhauses gebaut. Die Kirche hat 200 Sitzplätze. |
|           | Dietrich-Bonhoeffer-Kirche            | Weilimdorf      | 48° 48′ 42″ N, 9° 7′ 14″ O  |                 | Für die rasch wachsende Bevölkerung des Stadtbezirks Weilimdorf wurde 1960 eine provisorische Holzkirche als weiterer Gottesdienstraum (zusätzlich zur alten Oswaldkirche) erbaut. Zwei Jahre später erhält diese den Namen „Evangelische Dietrich-Bonhoeffer-Gemeinde“. 1984 konnte schließlich das Dietrich-Bonhoeffer-Gemeindezentrum mit Kindergarten in der Wormser Straße errichtet werden. Am 1. Januar 1989 wurde die Kirchengemeinde rechtlich selbständig, als sie von der Oswald-Kirchengemeinde getrennt wurde. Doch gehört sich weiterhin zur Evangelischen Gesamtkirchengemeinde Stuttgart-Weilimdorf. |
|           | Dreieinigkeitskirche                  | Vaihingen       | 48° 43′ 35″ N, 9° 6′ 25″ O  | 1960            | Infolge starken Wachstums der Bevölkerung wurde 1960 die Dreifaltigkeitskirche erbaut. Die Kirche ist heute eine der vier Predigtstellen der Evangelischen Kirchengemeinde Stuttgart-Vaihingen. |
|           | Dreifaltigkeitskirche                 | Münster         | 48° 49′ 20″ N, 9° 12′ 57″ O | 1955            | Münster hatte ursprünglich eine alte Kirche St. Ottilien im Ortszentrum, die 1889 durch einen neugotischen Neubau von Christian Friedrich von Leins ersetzt wurde. Dieser Bau wurde 1943 zerstört. Man entschloss sich anstelle des Wiederaufbaus für einen Neubau an anderer Stelle. So entstand 1955 die heutige Dreifaltigkeitskirche von Zoller. |
|           | Emmauskirche                          | Riedenberg      | 48° 44′ 11″ N, 9° 12′ 48″ O | 1955            | Der kirchlich zu Plieningen, ab 1782 zu Birkach gehörige Ort Riedenberg erhielt 1955 eine eigene Kirche, die von Architekt Hans Seytter erbaut wurde. Die Innenausstattung stammt von Bildhauer Helmuth Uhrig und Glasmaler Valentin Saile. Zuvor feierte die Gemeinde ihre Gottesdienste in der alten Schule oder in Privathäusern. In jener Zeit entstand auch eine eigene Kirchengemeinde und 1957 erhielt die Gemeinde einen eigenen Pfarrer. |
|           | Erlöserkirche                         | Nord            | 48° 47′ 24″ N, 9° 10′ 41″ O | 1954            | Für die rasch wachsende und zur Martinsgemeinde gehörige Bevölkerung im Stuttgarter Norden wurde zwischen 1906 und 1908 die Erlöserkirche von Architekt Theodor Fischer im Jugendstil in Kalktuff erbaut und bald auch zur eigenen Kirchengemeinde erhoben. Im Innern befinden sich Plastiken der Bildhauer Jakob Brüllmann und Emil Kiemlen und Malereien von Paul Bollmann und Graf. Nachdem die Kirche im Jahr 1944 durch Brandbomben weitgehend zerstört war, wurde sie 1954 vom Fischer-Schüler Rudolph Lempp wiederaufgebaut. Die Kirchenfenster stammen von Adolf Saile. Von der Erlöserkirchengemeinde hatte sich in den 1930er Jahren die Brenzgemeinde abgespalten. In den 1990er Jahren nahm die Zahl der Gemeindeglieder immer mehr ab. Deshalb schloss sich die Erlöserkirchengemeinde am 1. Januar 1997 mit der Martinsgemeinde und der Brenzgemeinde zur neuen Evangelischen Kirchengemeinde Stuttgart Nord zusammen. |
|           | Franziska-Kirche                      | Birkach         | 48° 43′ 13″ N, 9° 12′ 44″ O | 1780            | Die Kirche wurde 1780 im Auftrag des katholischen Herzogs Carl Eugen von Württemberg für seine evangelische Geliebte bzw. Gattin Franziska von Hohenheim von dem Architekten Reinhard Ferdinand Heinrich Fischer erbaut und am 4. November 1780 eingeweiht. Mit der Kirche wurde auch das benachbarte Pfarrhaus erbaut. Kanzel und Franziska-Loge können nur von hier aus betreten werden. Im Innern gibt es schöne Stuckarbeiten des im Stil des Frühklassizismus erbauten Gotteshauses. Zur Evangelischen Kirchengemeinde Birkach gehörte auch der benachbarte Ort Riedenberg, der jedoch 1955 eine eigene Kirche und eine eigene Kirchengemeinde erhielt. |
|           | Friedenskirche                        | Mitte           | 48° 47′ 10″ N, 9° 11′ 34″ O | 1890–1892       | Die Kirche wurde 1890–92 im neoromanischen Stil von Architekt Dollinger für die Bevölkerung im Norden der Kernstadt erbaut. Bald danach entstand auch die eigene Kirchengemeinde. 1944 brannte die Kirche bis auf den Turm, an dem Apostelfiguren zu finden sind, aus. 1966 wurde ein neues Schiff als moderner Betonbau angebaut. In der Kirche finden regelmäßig Orgelkonzerte auf der eingebauten Rensch-Orgel statt. |
|           | Föhrichkirche                         | Feuerbach       | 48° 48′ 40″ N, 9° 8′ 50″ O  | 1929            | Die Föhrichkirche wurde 1929 als Behelfskirche erbaut und ist eine reine Holzkirche. Es wurde geplant, sie zu ersetzen, sobald das Geld für eine „richtige“ Kirche beieinander ist. Die Lebensdauer dieser Holzkirche wurde mit 30 Jahren veranschlagt. In den folgenden Jahrzehnten gab es andere Probleme als diese Kirche zu erneuern. Durch heute mögliche Holzschutzmaßnahmen wird diese Holzkirche noch sehr lange erhalten bleiben. 1967 wurde die Orgel in der Kirche erneuert und 1968 wurde ein Buntglasfenster „Der wiederkommende Herr“ eingebaut, das Martin Single gestiftet hat. Das Buntglasfenster trägt die Inschrift: „Gestiftet 1968 von Martin Single zum Gedenken an seinen im März 1944 in Russland gefallenen Sohn Ewald.“ Die zur Föhrichkirche gehörige evangelische Kirchengemeinde ist seit 1. Januar 2005 (wieder) Teil der Evangelischen Kirchengemeinde Feuerbach. Inzwischen wird die Föhrichkirche hauptsächlich von der Russisch-Orthodoxischen Kirche genutzt. |
|           | Gartenstadtkirche                     | Luginsland      | 48° 47′ 26″ N, 9° 15′ 31″ O | 1969            | Erbaut 1969 als wuchtiger Betonbau des Architekten Heinz Rall, ausgestattet mit prächtigen Bildern von Emil Kiess an der Altarwand. Die Kirche ist eine der vier Predigtstätten der Evangelischen Kirchengemeinde Untertürkheim. |
|           | Gedächtniskirche                      | Nord            | 48° 47′ 7″ N, 9° 9′ 49″ O   | 1954–1957       | Die Kirche wurde 1896–1899 als Saalkirche in orthogonaler Hausform mit flach geneigtem Satteldach von dem Architekten Reinhardt erbaut. Sie war eine Stiftung des Kommerzienrats Julius von Jobst für seine Frau Mathilde. Nach Zerstörung im Zweiten Weltkrieg wurde die Kirche 1954–1957 durch den Architekten Helmut Erdle (1906–1991) verändert wiederaufgebaut; der alte Kirchturm wurde durch eine neue Klinkerfassade ummantelt. Im Innern gibt es eine Betonarbeit im Altarbereich von Emil Cimiotti sowie ein Turmfenster von Max Ackermann. Die Gedächtniskirchengemeinde ist seit 1970 Sitz des Stuttgarter Stadtdekans. Hier hat auch die Internationale Bachakademie ihre Wurzeln. 2001 schloss sich die Kirchengemeinde mit der Rosenbergkirchengemeinde zur neuen Evangelischen Gedächtnis- und Rosenbergkirchengemeinde zusammen. |
|           | Gnadenkirche                          | Heumaden        | 48° 44′ 29″ N, 9° 13′ 42″ O | 1960er          | Moderne Kirche mit gefaltetem Betondach und Gemeindezentrum für die Gemeindeglieder in Heumaden-Süd, erbaut in den 1960er Jahren. Zwischenzeitlich renoviert ist sie ein gelungenes Beispiel moderner Kirchenarchitektur. Die zugehörige Gemeinde wurde von der Kirchengemeinde Heumaden (heute Alt-Heumaden) getrennt. |
|           | Gustav-Werner-Kirche                  | Feuerbach       | 48° 48′ 24″ N, 9° 8′ 53″ O  | 1954–1955       | Die Kirche wurde 1954/1955 für den Westen des Stadtteils Feuerbach mit Gemeindehaus und Kindergarten erbaut. 1974 schuf der Künstler Karl Hemmeter das Altarkreuz aus Bronze. Namensgeber der Kirche ist Gustav Werner (1809–1887), der nach ihm benannten gleichnamigen Stiftung in Reutlingen. Die zur Gustav-Werner-Kirche gehörige evangelische Kirchengemeinde ist seit 1. Januar 2005 (wieder) Teil der Evangelischen Kirchengemeinde Feuerbach. |
|           | Haigstkirche                          | Degerloch       | 48° 45′ 18″ N, 9° 10′ 22″ O | 1952–1953       | Für die Bevölkerung des Wohngebiets Haigst zwischen Stuttgarter Kernstadt und dem Stadtbezirk Degerloch wurde 1951 eine eigene Kirchengemeinde gegründet und 1952/53 durch den Architekten Friedrich Lauxmann eine kleine Kirche gebaut. Im Innern ist ein Parament mit Regenbogenthematik von Peter Gohl, ein Wandteppich von Regine Schönthaler, bronzenes Taufgerät von Ingrid Seddig und Krippenfiguren von Frida Christaller zu sehen. Das Kirchenfenster von Hans Schreiner (1987) hat Texte aus der Bergpredigt. |
|           | Heilandskirche                        | Ost             | 48° 47′ 27″ N, 9° 12′ 15″ O | 1964            | Herzogin Wera von Württemberg stiftete den Bewohnern im Stuttgarter Osten 1899 unweit der Villa Berg eine einfache Wanderkirche. 1911 stiftete sie sogar einen Neubau, der 1913 im neoromanischen Stil durch Architekt Ludwig Eisenlohr errichtet werden konnte. Den Bildhauerschmuck der Fassade und des Hauptportals schuf Josef Zeitler. Als Besonderheit weist die Stiftungsurkunde aus, dass an der Kirche stets nur solche Theologen tätig sein sollen, die „von Herzen auf dem positiven Boden und der kritiklosen Lehre der Heiligen Schrift und des Apostolischen Glaubensbekenntnisses stehen“. So erhielt auch die Gemeinschaft der Altpietisten einen entsprechenden Gottesdienstraum. 1944 wurde die Kirche zerstört, doch wurde sie 1964 verändert wieder aufgebaut. Zwischen dem Turm und dem Gottesdienstraum ist nunmehr ein Innenhof entstanden, der vielseitig genutzt werden kann. Die Kirche wurde auch Heimat für die Gemeinschaft der Russlanddeutschen. 2005 wurde der Projektchor Gospel im Osten ins Leben gerufen. |
|           | Heilig-Geist-Kirche                   | Degerloch       | 48° 44′ 39″ N, 9° 9′ 56″ O  | 1954–1955       | Erbaut 1954/55 nach den Plänen von Walter Ruff für die rasch wachsende Bevölkerung Degerlochs. Die zugehörige Kirchengemeinden gehört weiterhin zur Evangelischen Gesamtkirchengemeinde Degerloch. |
|           | Himmelfahrtskirche                    | Schönberg       | 48° 43′ 57″ N, 9° 12′ 7″ O  | 1958            | Für den in den 1950er Jahren entstandenen Stadtteil Schönberg wurde 1958 von dem Architekten Erwin Rohrberg eine Kirche erbaut, die am Himmelfahrtstag eingeweiht wurde und so ihren Namen erhielt. Die Kirche hat einen fünfeckigen Grundriss mit zentraler Turmspitze, bei welcher der Gottesdienstraum über dem Gemeindesaal liegt. Im Innern ist ein Glasbild von Christian Oehler „Speisung der Fünftausend“ zu sehen. Zur Kirchengemeinde gehört auch der benachbarte Stadtteil Asemwald, doch gibt es dort seit 1997 eine eigene Kirche. |
|           | Hoffeldkirche                         | Hoffeld         | 48° 44′ 5″ N, 9° 10′ 45″ O  | 1934            | Für den gleichnamigen Stadtteil wurde 1934 von Klatte die Hoffeldkirche erbaut und bald auch zur eigenständigen Kirchengemeinde. Diese gehört jedoch weiterhin zur Evangelischen Gesamtkirchengemeinde Degerloch. |
|           | Hospitalkirche                        | Altstadt        | 48° 46′ 40″ N, 9° 10′ 22″ O | 1951–1960       | Dreischiffige Hallenkirche erbaut von 1471 bis 1493 unter Leitung von Aberlin Jörg für ein Dominikanerkloster. Wie für solche Klöster üblich, hatte die Kirche zunächst keinen Turm. Erst 1730 wurde der Turm angebaut. Schon nach der Reformation war das Kloster in ein Hospital umgewandelt worden. Anfang des 19. Jahrhunderts wurde sie neben der Stiftskirche und zusammen mit der Leonhardskirche Pfarrkirche für einen Teil der heutigen Innenstadt. 1944 wurde die Kirche durch eine Bombe total zerstört. Turm und Chor wurden von 1951 bis 1960 wiederaufgebaut. Im Chor sind eine Kreuzigungsgruppe von Hans Seyfer (Hans von Heilbronn, 1501), der Sachsenheimer-Altar (1489) und Grabmäler aus dem 16. und 17. Jahrhundert zu sehen. Die Kreuzigungsgruppe ist ein Spitzenwerk mittelalterlicher Plastik und kam erst 1888 in die Hospitalkirche. Mit der Hospitalkirche ist heute das Verwaltungszentrum des Evangelischen Kirchenkreises Stuttgart verbunden. Ferner ist der Hospitalhof evangelisches Erwachsenenbildungszentrum. Hier tagt regelmäßig die Landessynode der Evangelischen Landeskirche in Württemberg. |
|           | Jakobuskirche                         | Hausen          | 48° 48′ 54″ N, 9° 5′ 4″ O   | 2004            | Das schlichte Gemeindehaus wurde im Jahr 2004 am Heckwiesenweg neu erbaut. In unmittelbarer Nähe zum Neubau befand sich bis dahin der Vorgängerbau, eine einfache kleine Holzkirche am Hausenring. Das heutige Kirchengebäude wird seither ökumenisch genutzt. Die evangelischen Bewohner des Stadtteils Hausen gehören zur Evangelischen Stephanuskirchengemeinde Giebel, die ihrerseits Teil der Evangelischen Gesamtkirchengemeinde Stuttgart-Weilimdorf ist. |
|           | Johanneskirche am Feuersee            | West            | 48° 46′ 24″ N, 9° 9′ 52″ O  | 1864–1876       | Die Kirche wurde von 1864 bis 1876 nach Plänen von Oberbaurat Christian Friedrich von Leins im neugotischen Stil erbaut. Sie gilt als eines der Hauptwerke dieses Baustils und war die erste Kirchweihe in Stuttgart nach mehr als 400 Jahren. Nach der Zerstörung im Zweiten Weltkrieg erhielt die Kirche neue Fenster von Rudolf Yelin d. J. (1969) und A. Saile (1977–1980). Der Turmhelm wurde nicht wiederaufgebaut. |
|           | Johanneskirche                        | Stammheim       | 48° 50′ 53″ N, 9° 9′ 36″ O  | 1487–1522, 1954 | Das alte Dorf Stammheim hatte eine Kirche, die 1487 bis 1522 unter den Ortsherren erbaut wurde. Im Zweiten Weltkrieg wurde das Gotteshaus stark beschädigt und musste teilweise abgebrochen werden. Übrig blieb nur der Chor. Schiff und Turm wurden 1954 neu errichtet. Infolge starken Wachstums der Gemeinde wurde in Stammheid-Süd ein Gemeindehaus in Fertigteilen errichtet. Diese erhielt den Namen „Arche“ und ist heute die zweite Predigtstelle der Evangelischen Kirchengemeinde Stammheim. |
|           | Johanneskirche                        | Zuffenhausen    | 48° 49′ 54″ N, 9° 10′ 33″ O | 1951–1956       | Um 1270 im frühgotischen Stil erbaut mit trutzigem Wehrturm. Ursprünglich dem Heiligen Hippolytus geweiht wurde die Kirche im Dreißigjährigen Krieg stark beschädigt, doch wiederaufgebaut. Nach dem Bau der Pauluskirche im Jahr 1903 erhielt die alte Zuffenhäuser Kirche den Namen Johanniskirche, später Johanneskirche. 1944 brannte sie aus und wurde von 1951 bis 1956 wiederaufgebaut. Als 1965 der Kirchenbezirk Zuffenhausen gebildet wurde, wurde die Johanneskirche zum Sitz des Dekans bestimmt. 1977/78 wurde die Kirche um das Gemeindehaus „Johanneshof“ erweitert. 2000 schloss sich die Johanneskirchengemeinde mit den im 20. Jahrhundert von ihr abgetrennten Kirchengemeinden, der Paulus- und der Michaelskirchengemeinde Neuwirtshaus, zur heutigen Evangelischen Kirchengemeinde Zuffenhausen zusammen. |
|           | Kirche Hohenheim-Steckfeld            | Plieningen      | 48° 42′ 55″ N, 9° 12′ 11″ O | 1966            | Die Kirche wurde 1966 in Steckfeld zusammen mit einem Gemeindezentrum, Pfarrhaus und Mesnerwohnung für die Stadtteile Hohenheim und Steckfeld erbaut. Heute gehört auch der neue Stadtteil Chausseefeld zur Gemeindebezirk. In der zugehörigen Evangelischen Kirchengemeinde Plieningen-Hohenheim ist auch die Hochschulgemeinde der Universität Hohenheim vertreten. |
|           | Kirche Mönchfeld                      | Mönchfeld       | 48° 50′ 34″ N, 9° 13′ 22″ O | 1966            | Für den ab 1957 entstandenen Stadtteil Mönchfeld wurde am 1. Januar 1965 eine eigene Kirchengemeinde errichtet. Zuvor gehörten die Gemeindeglieder zur Kirchengemeinde Mühlhausen. Schon ein Jahr später 1966 konnte eine eigene Kirche erbaut werden, die der Architekt Hans Wolfram Theil plante. Bereits 1961 waren ein Gemeindehaus und ein Kindergarten gebaut worden. Der erste Gottesdienst in der Mönchfeldkirche fand am 12. Juni 1966 statt. Als besondere Ausstattung der Kirche ist das Pfingstfenster von Heinz Knödler zu nennen. Die Evangelische Kirchengemeinde Mönchfeld bildet seit Mai 2005 zusammen mit den Nachbargemeinden Rot, Freiberg und der Nazariusgemeinde Zazenhausen die Evangelische Gesamtkirchengemeinde Himmelsleiter, die ihren Namen nach einer alten Gewannbezeichnung erhielt. Siehe auch Glockenturm Mönchfeld. |
|           | Dorfkirche Rotenberg                  | Rotenberg       | 48° 47′ 1″ N, 9° 16′ 19″ O  | 1754–1756       | Das Schmuckstück des hoch in den Weinbergen gelegenen Dorfes Rotenberg ist die zwischen 1754 und 1756 erbaute Barockkirche mit Zwiebelturm. Sie gilt als selten erhaltenes Beispiel einer schwäbischen Dorfkirche mit quadratischem Grundriss. Ursprünglich gab es in Rotenberg eine Kirche, die um eine 1495 gebaute Marienkapelle erbaut worden war. Da diese zu klein war, musste sie erweitert werden. Bei einer Renovierung im Jahr 2002 wurden Gemälde und Farben frei gelegt und die ursprüngliche Originalfarbgebung wiederhergestellt. |
|           | Kirche Sonnenberg                     | Sonnenberg      | 48° 44′ 33″ N, 9° 9′ 17″ O  |                 | Schon ab 1914 entstand der Stadtteil Sonnenberg, der vor allem in den 1930er Jahren und nach dem Zweiten Weltkrieg ausgebaut wurde. Die Bewohner gehörten zunächst zur Kirchengemeinde Möhringen, erhielten jedoch während des Krieges eine Notkirche. 1966 konnte durch den Architekten Ernst Gisel aus Zürich eine Kirche in Sichtbetonweise mit freistehendem Turm und anschließendem Gemeindezentrum und Kindergarten sowie Mesnerwohnung erbaut werden. Alle Details der Kirche, wie Lampen, Paramente und Türgriffe sind aus einem Guss. Im Hof befindet sich ein Brunnen, dessen Wasser im Sommer für Taufgottesdienste dient. Mit dem Bau der Kirche wurde die Evangelische Kirchengemeinde Sonnenberg auch selbständig. |
|           | Kreuzkirche                           | Hedelfingen     | 48° 45′ 29″ N, 9° 15′ 22″ O |                 | Die Kreuzkirche von 1929/1930 stellt den ersten Stuttgarter Kirchenbau im versachlichten am Bauhaus orientierten Stil des Neuen Bauens dar, der auch die Architektur der Weißenhofsiedlung (1927) prägt. Obwohl der junge Schweizer Architekt Paul Trüdinger mit seinem modernen Plan zunächst beim Kirchengemeinderat wenig Zustimmung fand, gelang es ihm doch mit einem kühnen Entwurf und der damit verbundenen optimalen Raumausnützung letztendlich eine Mehrheit zu finden. Durch die von ihm verwendete Technik der Eisenfachwerkkonstruktion konnten große Spannweiten erreicht werden, so dass auf Stützen verzichtet werden konnte. Der Kirchenraum mit halbrunder Apsis ist durch eine Falttüre zum Gemeindesaal hin zu öffnen, in dem massiven Turm sind drei Gemeinderäume untergebracht. Die Leichtigkeit des Gebäudes wurde noch durch ein umlaufendes Licht- und Schriftband (Text aus Epheser 4, 4–6) unterstrichen, so dass die glatte Decke zu schweben scheint. Die Kirche ist in ihrer ursprünglichen Form fast vollständig erhalten und wird für Gottesdienste, Gemeindegruppen und kulturelle Zwecke genutzt. |
|           | Kreuzkirche                           | Heslach         | 48° 45′ 35″ N, 9° 9′ 3″ O   |                 | Der heute zum Stadtbezirk Stuttgart-Süd gehörige Stadtteil Heslach, war ursprünglich ein kleiner Weiler, der zwar stets zu Stuttgart gehörte, aber räumlich von dieser getrennt war. 1497 ist in Heslach eine erste Kapelle bezeugt, die aber baufällig war und daher 1503 durch einen Neubau „Unserer Lieben Frau“ ersetzt wurde. Diese Wallfahrtskirche überdauerte jedoch die Reformation nicht. Sie wurde 1542 abgebrochen und die Steine zum Bau der Alten Kanzlei verwendet. 1548 konnte schließlich am Bihlplatz, unweit der heutigen Kreuzkirche, eine neue Kirche erbaut werden. Die zugehörige Gemeinde wurde zunächst vom Pfarrer in Botnang, ab 1751 vom Pfarrer der Stuttgarter Garnisonskirche (die nicht mehr existiert) betreut. 1826 wurde in Heslach eine eigene Pfarrei errichtet. Im 19. Jahrhundert vergrößerte sich der Stadtteil Heslach (ab 1889 als „Karlsvorstadt“ bezeichnet), so dass die Kirche zu klein wurde. Daher wurde 1881 an der Möhringer Straße, am heutigen Erwin-Schoettle-Platz, eine neue Kirche, die Matthäuskirche, erbaut und die alte Heslacher Kirche (erneut) abgebrochen. Das Kruzifix der Alten Kirche wurde in den Neubau überführt. Doch reichte auch bald diese Kirche nicht mehr aus. So entstand 1908 unweit der heutigen Kreuzkirche eine Notkirche die so genannte (alte) Kreuzkirche. 1913 wurde die zugehörige Kreuzgemeinde von der Matthäusgemeinde abgetrennt und selbständig, doch musste die Gemeinde noch bis 1931 auf einen Neubau ihrer Kirche warten. Unmittelbar am Heslacher Friedhof entstand 1930–31 die (neue) Kreuzkirche, die der Architekt Rudolf Behr im Stil der „neuen Sachlichkeit“ errichtete. Das Gotteshaus bekam ein vierstimmiges Glockengeläut. Nachdem in den ersten Jahren des 21. Jahrhunderts die Zahl der Gemeindeglieder geschrumpft war, schloss sich die Kreuzgemeinde zum ab 1. Januar 2006 mit der Matthäuskirchengemeinde, von der sie einst abgespalten worden war, zur neuen Evangelischen Kirchengemeinde Stuttgart Heslach zusammen. |
|           | Laurentiuskirche                      | Rohr            | 48° 43′ 0″ N, 9° 6′ 19″ O   |                 | Das alte Dorf Rohr hatte eine Kirche, die bis ins 14. Jahrhundert zurückverfolgt werden kann. Doch besteht von dieser alten Kirche lediglich der Turm, der 1740 einen Fachwerkaufsatz bekam. Das Schiff wurde 1926 durch den Architekten Martin Elsaesser neu erbaut, doch wurde dieses Ende der 1970er Jahre wegen Bauschäden ebenfalls abgebrochen. 1980 erbauten die Architekten Rainer Zinsmeister und Giselher Scheffler ein modernes Gemeindezentrum. Neben dem Gottesdienstraum wurden Gemeinderäume, Wohnungen, ein Kindergarten und eine Diakoniestation erbaut. |
|           | Leonhardskirche                       | Mitte           | 48° 46′ 24″ N, 9° 10′ 50″ O |                 | Die nach der Stiftskirche zweitälteste Kirche der Stadt wurde 1337 als Feldkapelle für den heiligen Leonhard vor den Toren der Stadt errichtet. Um 1408 wurde am selben Platz eine einschiffige Kirche erstellt, aus der 1463–1466 unter Aberlin Jörg eine dreischiffige Kirche in der heutigen Größe im spätgotischen Stil errichtet wurde. 1944 ausgebombt und 1948–54 vereinfacht wiederaufgebaut. 1522 wurde in der Kirche der Humanist Johannes Reuchlin beigesetzt. Vor der Kirche, an der Chorseite, die Kreuzigungsgruppe von Hans Seyfer (1501; Nachbildung von 1976, das Original befindet sich in der Hospitalkirche). In der Leonhardskirche predigte u. a. Gustav Schwab (von 1841 bis 1845). Seit 1995 wird hier das soziale Projekt Vesperkirche Stuttgart durchgeführt. |
|           | Ludwig-Hofacker-Kirche                | Mitte           | 48° 46′ 11″ N, 9° 11′ 15″ O |                 | Die Kirche im Stadtteil Dobel wurde 1950 von Otto Bartning anstelle einer bereits 1932 von dem Architekten Zacharias Schäffer erstellten und im Zweiten Weltkrieg völlig zerstörten Kirche neugebaut. Es handelt sich um eine von 48 sogenannten Notkirchen in Deutschland, die z. T. aus Trümmermaterial und mit amerikanischen Spenden nach standardisierten Bauplänen errichtet wurden. Alle diese Bauten sind durch ihre einfache Konstruktion und formale Strenge typische Zeugen ihrer Epoche. Ihren Namen erhielt die Kirche von dem Erweckungsprediger Ludwig Hofacker (1798–1828). |
|           | Lukaskirche                           | Ost             | 48° 47′ 13″ N, 9° 12′ 16″ O |                 | Die Lukaskirche wurde 1898/1899 von den Architekten Wittmann & Stahl mit frühgotischen Elementen als Saalkirche mit kleinem Chorraum und Emporenkirchen erbaut. Sie wurde damals im Beisein des württembergischen Königspaares eingeweiht. Der 61 m hohe Turm ist zum Wahrzeichen von Ostheim geworden. Die Fassade ist in einer Klinker-Naturstein-Kombination ausgeführt, außen sind ferner gusseiserne Balkone und variierende Giebelformen anzutreffen. Im Zweiten Weltkrieg wurde das Langhaus der Kirche zerstört. 1948–1951 wurde es wiederaufgebaut und in Anlehnung an den früheren Bestand neugestaltet. Die Innenausstattung weist eine Orgel von Weigle, eine Kruzifixus, Prinzipalstücke und Buntglasfenster unter der Seitenempore und im Schiff von Helmuth Uhrig aus. 1977–1978 wurde die Kirche nochmals neugestaltet. Die Kirche diente als Kulisse für die Dreharbeiten zur Fernsehserie „Pfarrerin Lenau“, die 1990/91 in der ARD gezeigt wurde. Am 1. Januar 2005 schloss sich die Lukasgemeinde mit der benachbarten Lutherhausgemeinde zu neuen Evangelischen Lukas- und Lutherhausgemeinde zusammen. Doch bleiben beide Kirchen vorerst noch als Predigt- und Veranstaltungsorte erhalten. |
|           | Lutherhauskirche                      | Ost             | 48° 47′ 15″ N, 9° 12′ 51″ O |                 | Die Kirche wurde 1928 von dem Architekten Schäffer als sogenannte Reformkirche (=Kirchensaal, Gemeinderäume, Kindergarten und Wohnungen sind unter einem Dach vereint) erbaut. Sie ist ein gut erhaltenes Beispiel für die Architektur der „Stuttgarter Schule“ mit expressionistischen Elementen. Am 1. Januar 2005 schloss sich die Lutherhausgemeinde mit der benachbarten Lukasgemeinde zur neuen Evangelischen Lukas- und Lutherhausgemeinde zusammen. Doch bleiben beide Kirchen vorerst noch als Predigt- und Veranstaltungsorte erhalten. |
|           | Lutherkirche                          | Bad Cannstatt   | 48° 48′ 16″ N, 9° 13′ 26″ O |                 | Die Cannstatter Lutherkirche an der Waiblinger Straße wurde 1895–1900 nach Plänen von Richard Böklen und Carl Feil erbaut. Sie zählt zu den ersten aus Backstein gebauten Kirchen Süddeutschlands. Sie ist dem Stil französischer Kathedralen nachempfunden, zeigt aber eine eigenständige Architektur, ein gedrungener Grundriss, Überblick gewährende Seitenemporen, eine großzügige Lichtführung der Fenster und dauerhaftes Material. Der Turm ist mit kleinen Ecktürmchen verziert, die Kapitelle sind mit Pflanzendekors geschmückt. Im Februar 1944 wurden Chor und Sakristei der Kirche zerstört, doch konnte die Kirche 1950 neu geweiht werden. Die Innenrenovierung wurde in den 1970er Jahren durchgeführt. Die Fenster im Chor wurden von Wolf-Dieter Kohler geschaffen. Die Luthergemeinde gehört zur Evangelischen Gesamtkirchengemeinde Bad Cannstatt. |
|           | Lutherkirche                          | Feuerbach       | 48° 48′ 38″ N, 9° 9′ 39″ O  |                 | Die Lutherkirche wurde 1983 im Zusammenhang mit dem Burgenlandzentrum erbaut. Die Gemeinde erhielt dadurch ihre lang ersehnten Räumlichkeiten für ihre Gemeindearbeit. Die innenarchitektonische Gestaltung (Glaskunstfenster und Altargruppe aus Holz) nahm Jörn Ehlers vor. Zuvor hielt die Luthergemeinde ihre Gottesdienste in einem in den 1920er Jahren umgestalteten ehemaligen Gasthaus „Zum Goldenen Schlüssel“ ab, welcher zunächst als Luthersaal bezeichnet worden war. Später wurde daraus die „Lutherkirche“. Die zur Lutherkirche gehörige evangelische Kirchengemeinde ist seit 1. Januar 2005 (wieder) Teil der Evangelischen Kirchengemeinde Feuerbach. |
|           | Markuskirche                          | Süd             | 48° 45′ 53″ N, 9° 10′ 27″ O |                 | Die Kirche wurde 1906/1908 von dem Architekten Heinrich Dolmetsch im Jugendstil erbaut. Es handelt sich um eine dreischiffige Saalkirche in verputztem Mauerwerk. Der seitlich angestellt Turm (48,5 m), ist eine der weltweit ersten in Eisenbeton ausgeführten Sakralbauten. Von der Innenausstattung sind die Kanzel-Intarsien von Rudolf Yelin d. Ä. und der Altarschmuck in kunstgewerblichem Leder mit Holzintarsien zu erwähnen. Der Prospekt der Orgel ist der einzige in Stein gefertigte nördlich der Alpen. Die Position der Orgel und der Sängerempore hinter dem Altar ist außergewöhnlich. Der 1976–78 restaurierte Innenraum ist ein einheitlicher Saal, der von einem Tonnengewölbe mit Kassetten überspannt ist. Die nach dem Evangelisten Markus benannte Kirche blieb im Zweiten Weltkrieg nahezu unbeschädigt. Daher rückte sie nach dem Krieg in den Blickpunkt der Weltöffentlichkeit. Am Abend des 17. Oktober 1945 wurde in der Markuskirche ein Abendgottesdienst gefeiert und am Folgetag das „Stuttgarter Schuldbekenntnis“ formuliert. Dabei handelt es sich um eine Erklärung der Evangelischen Kirche in Deutschland zur Mitschuld am Nationalsozialismus. Dieses Schuldbekenntnis wurde am 19. Oktober vom Rat der EKD einer Delegation des Ökumenischen Rats der Kirchen übergeben. Zum Gedächtnis an dieses Ereignis ist an der Markuskirche eine Gedenktafel angebracht. |
|           | Martin-Luther-Kirche                  | Sillenbuch      | 48° 44′ 54″ N, 9° 13′ 4″ O  |                 | Der kleine Ort Sillenbuch gehörte kirchlich zunächst zu Hedelfingen, ab 1441 zu Rohracker. Als 1930 die Straßenbahnlinie nach Stuttgart eröffnet wurde, wuchs der Ort stark an und so erhielt er 1933 seine eigene Kirche, die Martin-Luther-Kirche. |
|           | Martinskirche                         | Nord            | 48° 47′ 43″ N, 9° 11′ 20″ O |                 | Als sich das Stadtgebiet Stuttgarts im 19. Jahrhundert in Richtung Norden ausdehnte, wurde 1887 die Martinsgemeinde gegründet. Sie erhielt 1889 eine Kapelle – mit finanzieller Unterstützung von Paul Lechler. 1908 wurde an der Birkenwaldstraße die Erlöserkirche erbaut und als eigenständige Kirchengemeinde von der Martinsgemeinde abgetrennt. 1933 trennte sich die Brenzgemeinde von der Erlöserkirchengemeinde ab, nachdem sich diese auch eine eigene Kirche erbaut hatte. Erst 1937 erhielt dann auch die Muttergemeinde eine neue Kirche in der Nähe des Pragfriedhofs, der Bau wurde jedoch 1944 durch Bomben schwer beschädigt. In den 1990er Jahren wurde die Zahl der Gemeindeglieder in allen Gemeinden immer kleiner. Daher schlossen sich die Martinsgemeinde mit der Erlösergemeinde und der Brenzgemeinde am 1. Januar 1997 zur neuen Evangelischen Kirchengemeinde Stuttgart Nord zusammen. Neben den drei Kirchen hat die Kirchengemeinde auf dem Killesberg noch eine weitere Predigstelle, die 1970 erbaute Christophkirche, die bis 1996 zur Brenzgemeinde gehörte. |
|           | Martinskirche                         | Möhringen       | 48° 43′ 33″ N, 9° 8′ 41″ O  |                 | Schon im 6. Jahrhundert wurde in Möhringen eine kleine Holzkirche erbaut. Im 13. Jahrhundert gab es dann eine Steinkirche. Diese Kirche war einschiffig, schmal und niedrig und erhielt nach der Reformation 1595 eine erste Orgel. 1840 war die Kirche so baufällig geworden, dass ein Neubau erforderlich wurde. Dieser wurde 1852–1855 von Christian Friedrich von Leins im neugotischen Stil errichtet. Dabei wurde das neue Schiff an den alten gotischen Chor der Vorgängerkirche angeschlossen. Taufstein von 1595 und Steinkanzel der Vorgängerkirche wurden in die neue Kirche überführt. Der 63 m hohe neue Turm ist weithin sichtbar. Die Kirche wird wegen ihrer Größe (Kirchenschiff mit Emporen haben insgesamt 1700 Sitzplätze) im Volksmund auch als „Filderdom“ bezeichnet. Am 15./16. März 1944 wurde die Kirche nach einem Fliegerangriff teilweise zerstört und 1948/49 in vereinfachter Form wiederaufgebaut. Heute hat sie nur noch 700 Plätze. Die Martinskirchengemeinde gehört heute zur Evangelischen Gesamtkirchengemeinde Möhringen. |
|           | Martinskirche                         | Plieningen      | 48° 42′ 5″ N, 9° 12′ 56″ O  |                 | Die älteste Kirche Stuttgarts hat ihren Ursprung als romanischer Steinbau in der St.-Martinus-Kirche, welche im 12. Jahrhundert erbaut wurde. Hierauf weisen die Rundbogenfenster, ein Bogenfries mit Widder- und Menschenköpfen und Reliefplatten unterm Dachgesims hin. Die heutige Kirche wurde 1517 im Stil der Spätgotik vollendet. Im Innern sind ein Kruzifix von 1520, die Stuckdecke von 1751, die doppelte Empore von 1901 und Glasfenster von Wolf-Dieter Kohler aus dem Jahr 1966 zu bewundern. |
|           | Matthäuskirche                        | Süd             | 48° 45′ 43″ N, 9° 9′ 39″ O  |                 | Als Ersatz für die zu klein gewordene alte Heslacher Kirche am Bihlplatz wurde an der Möhringer Straße, am heutigen Erwin-Schoettle-Platz 1876–81 die Matthäuskirche von dem Architekten Wolff nach Plänen von Konrad Dollinger im neoromanischen Stil erbaut. Die alte Kirche am Bihlplatz wurde abgebrochen. Das Kruzifix dieser Kirche wurde jedoch in die Matthäuskirche überführt. Damit hatte die Kirchengemeinde Heslach (nunmehr Matthäusgemeinde), die seit 1826 einen eigenen Pfarrer hatte, ein neues größeres Gotteshaus. 1913 wurde von ihr die Kreuzgemeinde abgetrennt, die seit 1908 beim Heslacher Friedhof eine eigene Notkirche hatte und 1931 schließlich einen Neubau bekam (nähere Ausführungen siehe Kreuzkirche Heslach). Wegen ihrer Größe, insbesondere die 44 m hohe Kuppel und dem 65 m hohen schlanken Turm wurde die Matthäuskirche bald als „Heslacher Dom“ bezeichnet. 1943 wurde die Matthäuskirche schwer beschädigt, doch konnte das Gotteshaus schon im Jahr darauf wieder genutzt werden. Im Juli und im September 1944 wurde die Kirche erneut beschädigt, so dass Gewölbeteile einstürzten, die Orgel zerstört wurde und das Kirchendach brannte. Nach dem Krieg begann der Wiederaufbau, der 1950 abgeschlossen war. Die Kirche erhielt eine Weigle-Orgel, auf der „Internationale Orgelkonzerte“ stattfinden. Das gotische Kruzifix aus der alten Heslacher Kirche konnte im Krieg gerettet werden, weil es ins Salzbergwerk Bad Friedrichshall ausgelagert war. |
|           | Michaelshaus                          | Freiberg        | 48° 50′ 31″ N, 9° 12′ 32″ O |                 | Für den 1965 entstandenen neuen Stadtteil Freiberg wurde 1967 die Evangelische Kirchengemeinde Stuttgart-Freiberg gegründet. Ihren eigenen Gottesdienstraum konnte die junge Gemeinde 1976 in Form des Gemeindezentrums Evangelisches Michaelshaus beziehen. Das Gemeindezentrum hat Modellcharakter. So wurde anstelle eines sonst üblichen Glockenturms 1989 ein separater Turm mit einem Glockenspiel vor dem Gebäude errichtet. Seit Mai 2005 bildet die Evangelische Kirchengemeinde Freiberg zusammen mit den Kirchengemeinden Rot, Mönchfeld und der Nazariusgemeinde Stuttgart-Zazenhausen die Evangelische Gesamtkirchengemeinde Himmelsleiter, die ihren Namen nach einer alten Gewannbezeichnung erhielt. |
|           | Michaelskirche                        | Degerloch       | 48° 44′ 46″ N, 9° 10′ 15″ O |                 | Degerloch gehörte bis ins 15. Jahrhundert kirchlich zu Möhringen, doch gab es schon lange eine kleine Kirche. 1468 wurde Degerloch eine eigene Pfarrei alsbald wurde ein eigenes gotisches Kirchlein gebaut. 1621 erweiterte der Baumeister Heinrich Schickhardt das Schiff auf die doppelte Länge. Dennoch wurde die Kirche im 19. Jahrhundert infolge starken Wachstums der Gemeinde zu klein. So wurde die heutige Michaelskirche 1890 von dem Architekten Christian Friedrich von Leins und der Bauleitung des Architekten Heinrich Dolmetsch als dreischiffige Kirche im neoromanischen Stil erbaut und am 23. November 1890 geweiht. Die Chorfenster stammen von Walter Kohler, dessen Vater von 1922 bis 1934 dort Pfarrer war. Die Michaelskirche wurde 1938 Sitz des Kirchenbezirks Degerloch, der aus dem Gebiet des damals aufgelösten Amtsoberamts Stuttgart hervorging. Dieser Verwaltungsbezirk wurde kirchlich von einem Dekan geleitet. Meistens war es der Stadtpfarrer der Leonhardskirche. 1919 war das Dekanat nach Plieningen und 1938 nach Degerloch verlegt. Der Kirchenbezirk vergrößerte sich ständig und wurde schließlich zum größten Kirchenbezirk der Evangelischen Landeskirche in Württemberg. Daher wurde am 1. Januar 1981 der neue Kirchenbezirk Bernhausen für die Gemeinden auf der Filderebene außerhalb Stuttgarts errichtet und einige dem Kirchenbezirk Böblingen zugeordnet. Seither umfasst der Kirchenbezirk Degerloch nur noch Stuttgarter Gemeinden. Die Michaelsgemeinde Degerloch gehört heute zur Evangelischen Gesamtkirchengemeinde Degerloch. |
|           | Michaelskirche                        | Neuwirtshaus    | 48° 50′ 9″ N, 9° 8′ 34″ O   |                 | Für die rasch wachsende Bevölkerung in Zuffenhausen wurde 1938 im Stadtteil Neuwirtshaus die Michaelskirche von Professor Heim im skandinavischen Stil erbaut. Bischof Wurm weihte sie. An der Altarseite hat die Kirche Rötelmalereien, welche die Lebensgeschichte Jesu von der Geburt bis zur Himmelfahrt darstellen. 1955 wurde im Osten des zugehörigen Gemeindebezirks das Johann-Albrecht-Bengel-Haus als weitere Predigtstätte mit zugehörigem Kindergarten errichtet. Das schlichte Gotteshaus mit Dachreiter, in welchem zwei kleine Glocken hängen, erhielt 1973 ein großes Emailkreuz von Wolf-Dieter Kohler. 2004 wurde dieses Gebäude an die rumänisch-orthodoxe Kirchengemeinde Jesu Christi Geburt in Stuttgart verkauft. Diese baut das Gotteshaus derzeit zu einem orthodoxen Kirchenraum um. Die im 20. Jahrhundert von der Johanneskirchengemeinde abgetrennte Michaelskirchengemeinde schloss sich im Jahr 2000 mit dieser und der benachbarten Pauluskirchengemeinde Zuffenhausen zur Evangelischen Kirchengemeinde Zuffenhausen zusammen. |
|           | Michaelskirche                        | Wangen          | 48° 46′ 12″ N, 9° 14′ 28″ O |                 | Vermutlich gab es in Wangen schon sehr früh eine Kirche, die dem Heiligen Michael geweiht war. Die heutige Kirche wurde jedoch erst um 1250 als einschiffige Chorturmkirche erbaut. Schießscharten und trutzige Mauern weisen sie als Wehrkirche aus. Am Turm befindet sich eine figürliche Darstellung des Michael. Das Sakramentshäuschen wurde 1360 errichtet. Der Taufstein von Stefan Waid stammt aus dem Jahr 1495. Im 17. Jahrhundert wurden Turm und Langhaus aufgestockt, im 19. Jahrhundert das Schiff verbreitert. 1903 wurde sie wesentlich umgebaut. Dabei erhielt sie eine Ausmalung mit Jugendstilmotiven im Chor, an den Emporen und an der Stirnwand des Schiffes. Diese Wand- und Holzmalereien wurden 1999 renoviert. |
|           | Nazariuskirche                        | Zazenhausen     | 48° 50′ 29″ N, 9° 11′ 53″ O |                 | Die Kirche des alten Dorfes Zazenhausen wurde 1582 mit gotischer Stabwerktür erbaut. Zuvor gab es dort bereits eine Kapelle. Ihren Namen erhielt die Kirche nach einem Märtyrer aus dem frühen 4. Jahrhundert. Auf dem Kirchplatz ist ein begehbares Labyrinth in das Pflaster eingelassen, das eine etwas verkleinerte Darstellung des Labyrinths aus der Kathedrale in Chartes darstellt. Seit Mai 2005 bildet die Evangelische Kirchengemeinde Zazenhausen zusammen mit den Nachbargemeinden Rot, Freiberg und Mönchfeld die Evangelische Gesamtkirchengemeinde Himmelsleiter, die ihren Namen nach einer alten Gewannbezeichnung erhielt. |
|           | Nikodemuskirche                       | Botnang         | 48° 46′ 32″ N, 9° 10′ 54″ O |                 | Die Kirche mit Gemeindezentrum und Kindergarten wurde 1967 als zweite Predigtstelle der Evangelischen Kirchengemeinde Botnang erbaut. Sie liegt am Fleckenwaldweg in einem Wohngebiet aus den 1920er und 1930er Jahren. Eine weitere Predigtstelle der Kirchengemeinde ist seit 1966 die Schlosskirche Solitude. |
|           | Oswaldkirche                          | Weilimdorf      | 48° 48′ 58″ N, 9° 6′ 37″ O  |                 | Erbaut im 12. Jahrhundert von den Welfen; ihr heutiges Aussehen erhielt die Kirche im 15. Jahrhundert (Langhaus von 1472); Turm 1595 aufgestockt; wertvolle Innenausstattung (Grablegung Christi von Hans Seyfer). Infolge starken Wachstums der Gemeinde entstanden im 20. Jahrhundert um Weilimdorf neue Stadtteile mit eigenen Kirchen (Wolfbuschkirche, Stephanuskirche Giebel und Dietrich-Bonhoeffer-Kirche), an denen eigenständige Kirchengemeinden errichtet wurden. Diese bilden jedoch weiterhin zusammen mit der Oswald-Kirchengemeinde die Evangelische Gesamtkirchengemeinde Stuttgart-Weilimdorf. |
|           | Paul-Gerhardt-Kirche                  | West            | 48° 46′ 35″ N, 9° 8′ 51″ O  |                 | 1926 wurde von dem Baumeister Zacharias Schäffer eine kleine Kirche erbaut, die im Juli 1944 fast völlig zerstört wurde. Der Architekt Paul Heim baute auf den Fundamenten der alten Kirche 1951 die heutige Paul-Gerhardt-Kirche. Sie erhielt eine Orgel der Firma Rensch. Ein Jahr später konnte der Paul-Gerhardt-Hof mit Gemeinderaum, Wohnungen, Kindergarten, „Pfarrwitwenheim“ und Brunnenhof fertiggestellt werden. Hier finden im Sommer Serenadenkonzerte und Gemeindefeste statt. 1976 wurde der neue Paul-Gerhardt-Hof eingeweiht. |
|           | Pauluskirche                          | West            | 48° 46′ 21″ N, 9° 9′ 12″ O  |                 | Der Architekt Theophil Frey erbaute 1896–1898 für den rasch wachsenden Stadtteil West die Pauluskirche im neugotischen Stil. Im Zweiten Weltkrieg wurde die Kirche zerstört. In einer Notkirche am Leipziger Platz fand die Paulusgemeinde nach dem Krieg zunächst eine Bleibe. 1961 konnte dann die neue Pauluskirche eingeweiht werden. Sie wurde nach Plänen von Heinz Rall und Hans Röper gebaut und hat einen 46 m hohen Turm, der den Stadtbezirk West überragt. Im Inneren des modernen Komplexes fallen die Betonglasfenster von Christian Oehler ins Auge. Sie zeigen Szenen der Bibel. Das Kruzifix stammt aus der Zeit um 1500. Die Pauluskirche ist auch Gastgeber der eritreischen Gemeinde. Die frühere Paulus-Notkirche am Leipziger Platz wurde inzwischen der Griechisch-Orthodoxen Gemeinde übergeben. |
|           | Pauluskirche                          | Zuffenhausen    | 48° 49′ 54″ N, 9° 10′ 24″ O |                 | Die Kirche wurde 1901 bis 1903 für die rasch wachsende Bevölkerung Zuffenhausens auf einer kleinen Anhöhe im Ortskern von Architekt Dolmetsch erbaut, nachdem die bisherige alte Kirche (heute Johanneskirche) zu klein geworden war. Der 49 m hohe Turm ist inzwischen zum Wahrzeichen des Stadtbezirks geworden. Nach Kriegszerstörung im Zweiten Weltkrieg wurde sie verändert wiederaufgebaut. Die Außenmauern sind aus ockerfarbigem Backstein im Stil der Spätromantik erbaut. Im Chor befindet sich ein Betonglasfenster von Christian Oehler. 1983/84 wurde der Innenraum neu gestaltet. Die Bilder und Glasfenster stammen von Willy Wiedmann, Stuttgart. Er gestaltete sie im Stil seiner Polykonmalerei. 1990 wurde eine dreimanualige, vollmechanische Mühleisen-Schleifladenorgel eingebaut. Die im 20. Jahrhundert von der Johanneskirchengemeinde abgetrennte Paulusgemeinde schloss sich im Jahr 2000 mit dieser und der benachbarten Michaelskirchengemeinde Neuwirtshaus zur Evangelischen Kirchengemeinde Zuffenhausen zusammen. |
|           | Petruskirche                          | Gablenberg      | 48° 46′ 36″ N, 9° 12′ 17″ O |                 | Der kleine stets zu Stuttgart gehörige Weiler Gablenberg erhielt im 18. Jahrhundert eine kleine Kirche. Für den vor allem im 19. Jahrhundert rasch wachsenden Ort wurde 1834 eine Pfarrverweserei und später eine eigene Pfarrei eingerichtet. 1900–02 erbaute der Architekt Theophil Frey (1845–1904) an Stelle der alten Dorfkirche eine neue Kirche in neofrühgotischem Stil, die den Namen Petruskirche erhielt. Das Langhaus ist ein überspannter Hallenbau mit Kreuzgewölbe, erbaut aus rotem Maulbronner Sandstein mit Backsteingemäuer. Das Besondere der Kirche ist, dass der Gottesdienstraum im Obergeschoss zu finden ist. Die Chorfenster wurden von Prof. Rudolf Yelin d. J. entworfen und zeigen Szenen aus dem Leben des Petrus. Der Turm der Petruskirche ist mit 67,4 Metern Höhe der höchste Kirchturm in Stuttgart. |
|           | Petruskirche                          | Obertürkheim    | 48° 46′ 4″ N, 9° 16′ 9″ O   |                 | In Obertürkheim ist 1285 erstmals eine Wallfahrtskapelle bezeugt. Diese wurde 1484 zur gotischen Kirche erweitert und 1549 evangelische Kirche. Zu den Besonderheiten der Kirche gehören das Netzgewölbe, eine spätgotische Petrusfigur und alte Grabtafeln. Die Kirche ist von einem Friedhof umgeben. Im 18. Jahrhundert wurde die Kirche erneuert. Dabei erhielt sie eine leicht barocke Ausstattung. 1927 erbaute sich die Gemeinde eine zweite Kirche, die Andreaskirche. Beide Kirchen sind somit Predigtstellen der Evangelischen Kirchengemeinde Obertürkheim. |
|           | Rosenbergkirche                       | West            | 48° 46′ 32″ N, 9° 10′ 54″ O |                 | 1908 wurde im rasch wachsenden Stadtteil West eine „Wanderkirche“ aufgestellt, die bereits zuvor an anderer Stelle gestanden hatte. In ihr versammelte sich bis zum Zweiten Weltkrieg eine rasch wachsende Kirchengemeinde. 1943 wurde die Kirche zerstört. Danach fanden die Gottesdienste im benachbarten Gemeindehaus und schließlich in Privatwohnungen statt. 1956 erbaute der Architekt Erwin Rohrberg die neue Kirche an der Rosenbergstraße, einen inzwischen mehrfach ausgezeichneten modernen Kirchenbau. Die Kirche gleicht einem Schiff: Der an der Straße stehende Glockenturm ist der Mast, das in Wellen gelegte Dach und der gewölbte Chor des Kirchenbaus sind die Segel und der parabelförmige Innenraum gleicht einem Schiffsbug. Die Ausstattung der Kirche besorgten führende Stuttgarter Künstler (z. B. Rudolf Yelin, Ernst Yelin, Ulrich Henn). Im Jahr 2001 schloss sich die Rosenberggemeinde mit der benachbarten Gedächtniskirchengemeinde zur neuen Evangelischen Gedächtnis- und Rosenbergkirchengemeinde zusammen. 2012 erfolgte eine grundlegende Sanierung mit Umbaumaßnahmen durch den Architekten. |
|           | Schlosskapelle Solitude               | Solitude        | 48° 47′ 13″ N, 9° 5′ 0″ O   |                 | Erbaut 1764–1767 als katholische Hofkapelle im spätbarocken / frühklassizistischen Stil; Deckengemälde von Nicolas Guibal 1765/66. Nach der Renovierung 1950 von der Evangelischen Kirchengemeinde übernommen und seit 1966 von der Evangelischen Kirchengemeinde Botnang genutzt. |
|           | Schlosskirche im Alten Schloss        | Mitte           | 48° 46′ 36″ N, 9° 10′ 45″ O |                 | Erbaut 1558–62 von dem Baumeister Aberlin Tretsch als in Württemberg erster und weltweit dritter protestantischer Kirchenneubau (nach der Schlosskapelle Neuburg an der Donau 1543 und der Torgauer Schlosskapelle 1544) als Querkirche mit ebenerdigem Gemeindezugang im Arkadenhof und Zugang von den herzoglichen Gemächern auf der Umlauf-Empore. Altar und Kanzel sollten im Sinne protestantischen Verständnisses von allen Plätzen gut einsehbar sein und wurden daher zentral als gleichwertige Kultobjekte angelegt. Sie wurden von Sem Schlör gestaltet. Herzog Christoph schickte übrigens 1563 seinem Schwager Markgraf Georg Friedrich d. Ä. zu Brandenburg den Baumeister Aberlin Tretsch zur Plassenburg bei Kulmbach, der dort dann Einfluss auf die Planung der Schlosskirche nahm, die nun wie ihr Stuttgarter Vorbild als Querhauskirche gebaut wurde. Nach dem Einzug des Kirchenguts im Jahr 1806 wurde die Stuttgarter Schlosskirche durch Alexander Tritschler neugotisch umgestaltet und eine Gruft angelegt, in der König Karl, Königin Olga, Herzog Wilhelm Eugen, Herzogin Wera und Carl Eugen beigesetzt sind. Die Kirche diente zeitweise auch als Bibliothek und Apotheke. 1865 wurden sie innen renoviert. Sie dient heute als Predigtstelle der Evangelischen Stiftsgemeinde und wird gerne für Hochzeitsfeierlichkeiten genutzt. |
|           | Sommerrainkirche                      | Sommerrain      | 48° 49′ 4″ N, 9° 14′ 40″ O  |                 | Für die seit den 1930er Jahren entstandenen Stadtteil Sommerrain wurde 1966 eine eigene Kirche gebaut. Die von dem Architekten Heinz Rall entworfene Kirche hat einen nadelförmigen, 36 m hohen Turm und wurde am 15. Mai 1966 eingeweiht. Das Kirchengelände verfügt neben dem Gottesdienstraum auch einen Gemeindesaal, Kindergarten, die Pfarrerwohnung und verschiedene Gruppenräume. 1989 wurde die Kirchengemeinde Sommerrain selbständig, nachdem die Gemeindeglieder zuvor zur Wicherngemeinde gehört hatten, doch ist sie weiterhin Teil der Evangelischen Gesamtkirchengemeinde Bad Cannstatt. |
|           | Stadtkirche                           | Bad Cannstatt   | 48° 48′ 19″ N, 9° 12′ 51″ O |                 | Die Kirche wurde 1471–1506 von Aberlin Jörg d. Ä. als dreischiffige Hallenkirche in spätgotischem Stil erbaut. Der Turm im Renaissance-Stil wurde 1613 von Heinrich Schickhardt erbaut. Die Kirche steht auf den Fundamenten einer im 9. Jahrhundert an dieser Stelle erbauten Steinkirche. Da der Grundriss dieser Fundamente identisch ist mit dem der Einhardsbasilika (Steinbach) bei Michelstadt im Odenwald und Einhard Architekt von Karl dem Großen war und die Cannstatter Kirche neben einem karolingischen Königshof erbaut wurde, wird angenommen, dass Einhard auch die Cannstatter Kirche gebaut hat und der Auftrag von Karl dem Großen kam. Nach der Zerstörung der Kirche wurde sie im 11. Jahrhundert in Form einer frühromanischen Basilika wieder aufgebaut. Vermutlich war schon jene Kirche den Märtyrern Cosmas und Damian geweiht. Die zweite Kirche wurde im 13. Jahrhundert zerstört, wieder aufgebaut und dann von Aberlin Jörg gotisch neu gebaut. Im Zweiten Weltkrieg litt die Kirche zwar, blieb jedoch unter den vier großen gotischen Kirchen der Stadt als einzige unzerstört und in ihrem gotischen Stil erhalten. Als Ausstattung sind besonders das gotische Maßwerk im Chorgewölbe, der Kruzifixus aus dem 16. Jahrhundert, der Taufstein mit einer von Herzogin Antonia im Jahr 1656 gestifteter Kanne und Schale, die Wandmalereien von Rudolf Yelin d. Ä. sowie Fenster von Wolf-Dieter Kohler zu erwähnen. Die Kirche ist Sitz des Dekanats Bad Cannstatt. Die zugehörige Kirchengemeinde ist Teil der Evangelischen Gesamtkirchengemeinde Bad Cannstatt. |
|           | Stadtkirche St. Germanus              | Untertürkheim   | 48° 46′ 46″ N, 9° 15′ 8″ O  |                 | Die Kirche wurde 1478 erbaut und 1493/94 gotisch umgebaut. 1634 wurde sie zerstört und 1654–56 wieder aufgebaut. Dabei erhielt der Turm das achteckige Glockengeschoss. Mitte des 18. und zu Beginn des 19. Jahrhunderts musste St. Germanus wegen Baufälligkeit renoviert werden, nun ersetzte man den Chor durch einen rechteckigen Anbau. Der erneute Umbau 1968–1972 durch die Architekten Ellsässer und Keller veränderten das Innere der Kirche radikal: das Kirchenschiff wurde in einen Gemeindesaal und einen Raum für den Gottesdienst geteilt. Prunkstück ist die Schiebewand zwischen diesen beiden Räumen, die mit 36 Linolschnitten zur alttestamentlichen Josefsgeschichte von HAP Grieshaber geschmückt ist. Bei der Renovierung wurden barocke Wandmalereien aus der Zeit um 1660 freigelegt. Die farbenfrohen Bilder zeigen die Apostel und die Personifikationen der sieben Tugenden. Ulrich Henn gestaltete den Innenraum mit Grabsteinen. Unter der Kirche befinden sich im ehemaligen Beinhaus Funde wie Töpferwaren, Glas, Ofenkacheln und andere Alltagsgegenstände, die bei Grabungen zum Vorschein kamen. Eine Kuriosität ist ein Ölbild, die „Untertürkheimer Bergpredigt“, bei welcher der Untertürkheimer Maler Carl Schmauk 22 einheimische Bürger und Weingärtner eingezeichnet hat. Benannt ist die Kirche nach dem Pariser Bischof St. Germain, der in Untertürkheim eine „Außenstelle“ einrichten ließ. |
|           | Stadtkirche St. Mauritius             | Feuerbach       | 48° 48′ 26″ N, 9° 9′ 28″ O  |                 | 1075 erstmals urkundlich erwähnt; heutiger Bau als Hallenkirche von 1789/90, anstelle einer alten kleinen Holzkirche; Das Innere zwischen 1907 und 1934 und 1985 umgestaltet und 2001 renoviert. 1953 wurden im Chor drei Kirchenfenster von Wolf-Dieter Kohler eingebaut. Dessen Vater Walter Kohler hatte bereits 1934 das Auferstehungsfenster in der Turmkapelle gestaltet. 1983 erhielt die Kirche eine neue Orgel von Rohlfs. Im Zuge des Wachstums der Kirchengemeinde Feuerbach wurden im 20. Jahrhundert die Luther-, Föhrich- und Gustav-Werner-Kirchengemeinde als selbständige Kirchengemeinden abgetrennt. Seit 1. Januar 2005 bilden alle vier Gemeinden wieder die Evangelische Kirchengemeinde Feuerbach. |
|           | Stadtkirche St. Blasius               | Vaihingen       | 48° 43′ 57″ N, 9° 6′ 36″ O  |                 | Die Stadtkirche Vaihingen stammt aus dem 13. Jahrhundert. Sakristei und Chor stammen aus dem 15. Jahrhundert, das ursprüngliche Langhaus von 1590. Doch wurde dieses im 19. Jahrhundert abgebrochen und 1858 von dem Architekten Christian Friedrich von Leins im neugotischen Stil neu erbaut. 1934 erhielt die Gemeinde ein spätmittelalterliches Tafelbild niederrheinischer Schule, das die Kreuzigung darstellt. Ein Schlussstein im Chorgewölbe zeigt ein zerbrochenes Rad, das Wappen Vaihingens, das auf die fast 500-jährige Zugehörigkeit des Ortes zum Esslinger Katharinenspital hinweist. Obwohl Vaihingen nie die Stadtrechte besaß, wird die Hauptkirche heute als Stadtkirche bezeichnet. 1960 entstand als weitere Kirche die Dreieinigkeitskirche; später kamen noch das Ostgemeindehaus, das Oberlinhaus und das Ökumenische Zentrum Pfaffenwald hinzu. Die Evangelische Kirchengemeinde Stuttgart-Vaihingen hat somit insgesamt fünf Predigtstellen. |
|           | Stadtpfarrkirche Gaisburg             | Gaisburg        | 48° 47′ 9″ N, 9° 13′ 4″ O   |                 | Ab 1140 betrieben Hirsauer Mönche einen Weinberg in Gaisburg und predigten dort vermutlich auch in einer der Hl. Barbara geweihten Kapelle. Diese wurde 1584 durch einen größeren Bau ersetzt. Der Taufstein dieser Kirche ist erhalten. Doch wurde diese Kirche zu klein. So entstand in den Jahren 1910–13 eine der elegantesten Kirchen im Großraum Stuttgart. Der Architekt Martin Elsaesser schuf eine Kirche in der Mischung aus Jugendstil, Neoklassizismus und Neobarock mit 16 ionischen Säulen, die das Oval der Kuppel tragen. Nach der Zerstörung im Zweiten Weltkrieg wurde die Kirche wiederaufgebaut und ab 1976 renoviert. Sie ist ausgestattet mit einer monumentalen Wandmalerei der Stuttgarter Künstlerin Käte Schaller-Härlin (1877–1973) an der Altarwand, im Foyer sind Zeugnisse aus der mittelalterlichen Vorgängerkirche zu sehen (4 große Figuren und eine Apostelgruppe eines spätgototischen Altars aus dem Jahr 1520/Stuttgarter Schule oder Esslinger Schule). Als weiteres herausragendes Kulturdenkmal gilt die dreiteilige, ursprünglich spätromantische disponierte Weigle-Orgel von 1913. Vom begehbaren Turm aus hat man eine hervorragende Rundsicht über das Neckartal. Die Gemeinde gehört seit 1903 zur Gesamtkirchengemeinde Stuttgart. |
|           | Steigkirche                           | Bad Cannstatt   | 48° 48′ 42″ N, 9° 12′ 38″ O |                 | 1928 wurde die Steigkirche erbaut, doch wurde sie im Zweiten Weltkrieg zerstört. Die heutige Kirche auf der Steig wurde 1966 als Teil eines modernen Gemeindezentrums erbaut. Zur Gemeinde gehört auch der neue Stadtteil Burgholzhof. Hier wurde am 22. Februar 2000 das Ökumenische Zentrum Burgholzhof zusammen mit der katholischen Gemeinde St. Rupert eröffnet. Die Steiggemeinde gehört zur Evangelischen Gesamtkirchengemeinde Bad Cannstatt. |
|           | Steinhaldenfeldkirche                 | Steinhaldenfeld | 48° 49′ 41″ N, 9° 13′ 53″ O |                 | Für den Anfang der 1930er Jahre entstandenen Stadtteil wurde 1934 eine evangelische Kirche erbaut. Die zugehörige Kirchengemeinde ist Teil der Evangelischen Gesamtkirchengemeinde Bad Cannstatt. |
|           | Stephanuskirche                       | Bad Cannstatt   | 48° 48′ 45″ N, 9° 14′ 1″ O  |                 | Nach dem Zweiten Weltkrieg versammelte sich seit 1953 eine evangelische Gemeinde im Karl-Hartenstein-Haus, das neben Gemeindesaal auch einen Kindergarten und ein Pfarrhaus umfasst. Im März 1957 wurde die Gemeinde zur selbständigen Stephanusgemeinde erhoben. Diese konnte sich 1960 eine eigene Kirche erbauen. Die Architekten waren Heinz Rall und Hans Röper. Sie entwarfen eine schlichte Kirche in Form eines Zeltes, mit farbigen Betonglasfenstern, daneben ein schlanker Betonturm. Die Stephanusgemeinde gehört zur Evangelischen Gesamtkirchengemeinde Bad Cannstatt. |
|           | Stephanuskirche                       | Dürrlewang      | 48° 42′ 59″ N, 9° 7′ 7″ O   |                 | Für den Anfang der 1960er Jahre erbauten Stadtteil Dürrlewang wurde 1965 von Architekt Wolf Irion eine Kirche erbaut, außen mit Beton und Glas, innen mit Holz. 1996–1998 Innenrenovierung durch Horst Nanz und Hammeley in Zusammenarbeit mit dem Künstler Bernhard Huber. Dabei wurde der Altarraum stärker in die Mitte gerückt und damit der Charakter der zeltförmigen Anlage des Gebäudes mit Sitzreihen aufgenommen. Nunmehr gibt es einen gehauenen Taufstein. |
|           | Stephanuskirche                       | Giebel          | 48° 48′ 22″ N, 9° 5′ 23″ O  |                 | Für die rasch wachsende evangelische Kirchengemeinde Weilimdorf wurde nach der alten Oswaldkirche und der 1938 erbauten Wolfbuschkirche im Jahre 1957 von dem Architekten Wilhelm Tiedje eine dritte Kirche, die Stephanuskirche im Stadtteil Giebel errichtet und bald darauf zur eigenständigen Kirchengemeinde erhoben, zu deren Bezirk neben Giebel auch die Stadtteile Bergheim und Hausen gehören. In Hausen gibt es jedoch eine eigene Holzkirche, die Jakobuskirche, in welcher auch regelmäßig Gottesdienste stattfinden. Die Stephanuskirchengemeinde gehört weiterhin zur Evangelischen Gesamtkirchengemeinde Stuttgart-Weilimdorf. |
|           | Stiftskirche Stuttgart                | Mitte           | 48° 46′ 36″ N, 9° 10′ 41″ O |                 | Die evangelische Hauptkirche im Zentrum der Stadt ist das einzige Baudenkmal aus der Stauferzeit in Stuttgart. Mit ihren beiden ungleichen Türmen gilt sie als eines der Wahrzeichen Stuttgarts. Die erste Bauperiode datiert in die Zeit um 1170, danach mehrfach verändert. Im Zweiten Weltkrieg stark zerstört und danach vereinfacht wiederaufgebaut. Nach vierjähriger Sanierung wurde die Stiftskirche am 13. Juli 2003 wieder eingeweiht. |
|           | Thomaskirche                          | Kaltental       | 48° 44′ 29″ N, 9° 7′ 40″ O  |                 | Der Ort Kaltental gehörte kirchlich stets zu Vaihingen. 1887 wurde ein Betsaal gebaut, 1889 erhielt der Ort eine Pfarrverweserei und 1899 einen eigenen Pfarrer. 1930 wurde von den Architekten Mayer, Eckert und Seytter schließlich die Thomaskirche erbaut. Im Zweiten Weltkrieg wurde sie teilweise zerstört, doch 1950 wieder aufgebaut. 1969 wurde für die Siedlung Dachswald eine eigene Kirche, die Dachswaldkirche, erbaut. Sie ist heute die zweite Predigtstelle der Thomaskirchengemeinde. |
|           | Uffkirche                             | Bad Cannstatt   | 48° 48′ 17″ N, 9° 13′ 35″ O |                 | Einst Kirche „Zu unseren lieben Frauen“ (heute Friedhofskirche); erbaut in spätgotischem Stil; um 1500 Umbau der Kirche. Außen und im Inneren Epitaphien (Gedenktafeln mit Inschrift für einen Verstorbenen) aus der Zeit der Gotik, der Renaissance und des Barock. An der Nordfassade eines der bedeutendsten Renaissance-Epitaphien Württembergs für den Cannstatter Bürgermeister Jakob Speidel (1538–1613). |
|           | Veitskapelle                          | Mühlhausen      | 48° 50′ 37″ N, 9° 13′ 53″ O |                 | Die Kirche wurde 1380 im gotischen Stil erbaut und ist nahezu unverändert erhalten. Sie ist kunsthistorisch die bedeutendste Kirche Stuttgarts, benannt nach dem Nationalheiligen Böhmens, dem heiligen Veit (291 bis 303), dessen Leben in Freskomalereien von 1428 an den Wänden festgehalten ist. Ferner finden sich die mittelalterliche Skulptur der Maria-Ohnmachtsgruppe, ein Hochaltar von 1510 mit den Heiligen Veit, Wenzeslaus, Sigismund, Hippolyt und Modestus und Grabmale der Ortsherren aus dem 16. Jahrhundert. Die Kirche ist heute die Pfarrkirche der Evangelischen Kirchengemeinde Mühlhausen. Die frühere Pfarrkirche, die 1488 erbaute Walpurgiskirche, wurde 1943 zerstört und danach nicht mehr aufgebaut. In der Turmruine wurde inzwischen aber ein modernes Gemeindezentrum eingebaut bzw. angegliedert. |
|           | Versöhnungskirche                     | Büsnau          | 48° 45′ 2″ N, 9° 4′ 45″ O   |                 | Für den seit den 1930er Jahren entstandenen Stadtteil Büsnau wurde 1957 von Architekt Irion eine Kirche erbaut. Es handelt sich um einen schlichten Ziegelbau. Zuvor feierte die Gemeinde ihre Gottesdienste in Privatwohnungen und in der Schule. Das große Turmfenster aus dem Jahr 1994 zeigt die „goldene Stadt – das neue Jerusalem“. |
|           | Versöhnungskirche                     | Degerloch       | 48° 44′ 55″ N, 9° 10′ 55″ O |                 | Die Kirche am Löwenplatz im Osten Degerlochs wurde nach Plänen von Adolf und Hans Bregler erbaut und am 27. November 1960 eingeweiht. Sie steht auf quadratischem Grundriss. Das Dach steigt vom Eingang her Richtung Altarraum an und trägt einen Dachreiter. Das Fenster über dem Altar wurde so ausgerichtet, dass am Vormittag Sonnenlicht auf den Altar fällt. Vor der Kirche steht eine Marmorsäule des Künstlers Elmar Daucher. |
|           | Waldkirche                            | Nord            | 48° 47′ 5″ N, 9° 8′ 54″ O   |                 | Die Kirche wurde 1928 von Architekt Artur Bossert als Ausflugs- und Hochzeitskirche erbaut. Es ist ein kleiner Saalbau mit rechtwinkligem Anbau. Die Apsismalerei stammt vom Hölzel-Schüler Bruno May und zeigt den Berg Golgatha. 1959 erhielt die Kirche einen Anbau von Architekt Hannes Mayer. Der Reliefschmuck an der Kanzel, am Altar und am Taufstein stammt von Bildhauer Helmuth Uhrig. Inzwischen war die Gedächtnisgemeinde, zu der auch die Waldkirche gehörte, so groß geworden, dass man 1961 die eigenständige Waldkirchengemeinde abtrennte. |
|           | Wallmerkirche                         | Untertürkheim   | 48° 47′ 7″ N, 9° 15′ 3″ O   |                 | Für die aus den 1920er Jahren stammende Wallmersiedlung in Untertürkheim wurde 1954 von Baurat Dr. W. Zoller die Wallmerkirche mit Chorfenstern, Altarkreuz und Wandteppichen von Rudolf Yelin d. J. von der Stuttgarter Kunstakademie erbaut. Es handelt sich um einen kompakten Bau mit Sakralraum und Gruppenräumen unter einem Dach. Die Wallmerkirche ist eine der vier Predigtstellen der Evangelischen Kirchengemeinde Untertürkheim. |
|           | Wichernkirche                         | Bad Cannstatt   | 48° 48′ 36″ N, 9° 14′ 56″ O |                 | Die Kirche wurde in den 1930er Jahren erbaut und am 10. Oktober 1937 geweiht. Ihren Namen erhielt sie nach dem Gründer der „Inneren Mission“ Johann Hinrich Wichern. Die Kirche erhielt keinen Turm, sondern lediglich einem Dachreiter als Glockenstube. 1939 wurde die Wicherngemeinde selbständig. Sie gehört aber heute immer noch zur Evangelischen Gesamtkirchengemeinde Bad Cannstatt. 1976 erhielt die Kirche einen Anbau mit Gemeindesaal, Clubraum, Küche und Kindergarten. Zum Gemeindebezirk gehörte auch der Stadtteil Sommerrain, doch wurde dort 1966 eine eigene Kirche gebaut und 1989 eine eigenständige Kirchengemeinde gegründet. |
|           | Wolfbuschkirche                       | Wolfbusch       | 48° 48′ 25″ N, 9° 6′ 19″ O  |                 | Für die rasch wachsende Bevölkerung Weilimdorfs entstand ab 1933 die Wolfbuschsiedlung und mit ihr ab 1937 auch die Wolfbuschkirche. Sie wurde am 20. März 1938 geweiht, im Zweiten Weltkrieg jedoch durch Bombenangriffen in den Jahren 1944 und 1945 stark beschädigt und nach dem Krieg wiederaufgebaut, die Wiedereinweihung war 1947. 1953 wurden neue Buntglasfenster von Wolf-Dieter Kohler eingebaut. Sie stellen die Passionsgeschichte Christi nach dem Evangelium des Johannes dar. Am 1. Januar 1966 wurde die Wolfbuschkirchengemeinde durch Abtrennung von der Oswald-Kirchengemeinde rechtlich selbständig, doch gehört sie weiterhin zur Evangelischen Gesamtkirchengemeinde Stuttgart-Weilimdorf. |
|           | Kapelle des Evangelischen Jugendwerks | Mitte           | 48° 46′ 36″ N, 9° 10′ 10″ O |                 | |

#### Evangelische Freikirchen

##### Siebenten-Tags-Adventisten
| Abbildung | Name       | Standort                       | Koordinaten                 | Bauzeit | Besonderheiten |
| --------- | ---------- | ------------------------------ | --------------------------- | ------- | --- |
|           | Adventhaus | Bad Cannstatt Kissinger Straße | 48° 48′ 9″ N, 9° 13′ 38″ O  | 1954    | Die Adventgemeinde Bad Cannstatt wurde 1894 gegründet. Im selben Gebäude befindet sich auch eine italienische Gemeinde. |
|           | Adventhaus | Mitte Firnhaberstraße          | 48° 46′ 37″ N, 9° 10′ 14″ O | 1954    | Die Gemeinde wurde 1893 gegründet.                                                                                      |
|           | Adventhaus | Ost Rieckestraße               | 48° 47′ 24″ N, 9° 11′ 51″ O |         | südslawische Adventgemeinde                                                                                             |
|           | Adventhaus | West Lindenspürstraße          | 48° 46′ 42″ N, 9° 9′ 45″ O  |         | südslawische Adventgemeinde                                                                                             |

##### Evangelisch-Freikirchliche Gemeinden
| Abbildung | Name                         | Standort         | Koordinaten                | Bauzeit | Besonderheiten |
| --------- | ---------------------------- | ---------------- | -------------------------- | ------- | --- |
|           | Bethelkirche                 | West Forststraße | 48° 46′ 43″ N, 9° 9′ 33″ O | 1963    | Die Kirche wurde als Filialkirche der Baptistengemeinde Zuffenhausen errichtet. 1986 wurde die zugehörige Gemeinde selbständig. |
|           | Christuskirche               | Feuerbach        | 48° 48′ 45″ N, 9° 8′ 45″ O | 1954/55 | Die Baptistengemeinde Stuttgart wurde 1837 gegründet. 1899 konnte sich die Gemeinde in der Silberburgstraße ihre erste Kirche erbauen, doch wurde diese Kirche im Zweiten Weltkrieg zerstört. |
|           | Evangelium für Alle          | Bad Cannstatt    | 48° 49′ 8″ N, 9° 12′ 54″ O | 2010    | |
|           | Martin-Luther-King-Kirche    | Zuffenhausen     | 48° 50′ 2″ N, 9° 9′ 53″ O  | 1958    | |
|           | International Baptist Church | Vaihingen        | 48° 43′ 51″ N, 9° 5′ 2″ O  |         | Die Gemeinde wurde von Angehörigen der amerikanischen Streitkräfte in Stuttgart gegründet. Die ersten Kontakte wurden 1957 in Form von Bibelstunden geknüpft. 1960 nannte sich die Gruppe „Neckar Valley Baptist Mission“. Daraus entstand 1962 die „Neckar Valley Baptist Church“. Die Gemeinde feierte zunächst in provisorischen Räumen in Vaihingen ihre Gottesdienste, bis sie ab 1964 für viele Jahre bei der Baptistengemeinde in Sindelfingen eine neue Bleibe fand. 1986 erwarb die Gemeinde ein Grundstück für ein Gotteshaus in Vaihingen in der Nähe der „Patch Barracks“. Ein Jahr später wurde die Kirche in „International Baptist Church of Stuttgart“ (IBC) umbenannt. 1988/89 wurde das Gotteshaus mit Gemeindezentrum errichtet. |

##### Evangelisch-methodistische Kirche
| Abbildung | Name                                  | Standort      | Koordinaten                 | Bauzeit | Besonderheiten |
| --------- | ------------------------------------- | ------------- | --------------------------- | ------- | --- |
|           | Auferstehungskirche                   | Mitte         | 48° 46′ 19″ N, 9° 10′ 24″ O |         | 1879 eingeweiht. Sie wurde Ende März 2013 abgebrochen. |
|           | Bethesdakapelle                       | Mitte         | 48° 46′ 20″ N, 9° 11′ 16″ O |         | Das Bethesda-Krankenhaus und damit auch die Kapelle haben eine lange Tradition. Das Krankenhaus geht zurück auf die 1886 in Wuppertal gegründete Bethesda-Schwesternschaft. In Stuttgart begann die Arbeit 1896 zunächst in der Hauskrankenpflege. Die 1910 erworbene Villa Mohl wurde in ein Krankenhaus umgebaut und ging am 31. Januar 1912 in Betrieb. Bei der Erweiterung 1960–1967 entstand auch die Krankenhauskapelle, die im November 2001 neu gestaltet wurde. |
|           | Christuskirche                        | Bad Cannstatt | 48° 48′ 23″ N, 9° 13′ 8″ O  |         | Die Kirche wurde Mitte des 19. Jahrhunderts erbaut. |
|           | Christuskirche                        | Münster       | 48° 49′ 25″ N, 9° 13′ 8″ O  |         | Neubau; Die Kirche gehört zur Gemeinde Bad Cannstatt |
|           | Christuskirche                        | Weilimdorf    | 48° 48′ 38″ N, 9° 7′ 7″ O   |         | Die Gemeinde wurde 1860 als Filiale von Ludwigsburg gegründet. 1922 wurde die Gemeinde abgetrennt und selbständig und in der Solitudestraße ein Gemeindesaal erbaut. Im Zweiten Weltkrieg wurde der Gemeindesaal beschädigt doch bald wieder aufgebaut. 1959/61 erfolgte schließlich der Neubau der heutigen Christuskirche an der Deidesheimer Straße. Die Kirche wurde 1984 grundlegend saniert.                                                                       |
|           | Christuskirche                        | Zuffenhausen  | 48° 49′ 49″ N, 9° 10′ 25″ O |         | |
|           | Friedenskirche                        | Bad Cannstatt | 48° 48′ 31″ N, 9° 13′ 14″ O |         | |
|           | Friedenskirche                        | Feuerbach     | 48° 48′ 36″ N, 9° 9′ 26″ O  |         | |
|           | Friedenskirche                        | Sillenbuch    | 48° 44′ 33″ N, 9° 12′ 40″ O |         | Das Gemeindezentrum in der Liliencronstraße wurde 1975 erbaut und Anfang der 1990er Jahre erweitert. Die Gemeinde gehört zur Auferstehungsgemeinde Stuttgart-Mitte. |
|           | Hoffnungskirche (ehemals Zionskirche) | West          | 48° 46′ 30″ N, 9° 9′ 56″ O  |         | Die Gemeinde wurde 1849 gegründet. Die ursprüngliche Zionskirche wurde 1955? erbaut, nachdem die alte Kirche im Zweiten Weltkrieg zerstört worden war. 2010 wurden die Gemeinden der Zions- und Auferstehungskirche zusammengelegt und gingen in die Hoffnungskirche auf. Zur Hoffnungskirche gehört auch die Bethesda-Kapelle. |
|           | Pauluskirche                          | Vaihingen     | 48° 44′ 3″ N, 9° 6′ 40″ O   |         | Zur Gemeinde gehört auch die Zionskapelle Möhringen. |
|           | Evgl.-meth. Kirche                    | Wangen        | 48° 46′ 21″ N, 9° 14′ 28″ O |         | Die Gemeinde Wangen gehört zur Gemeinde Fellbach. |
|           | Zionskapelle                          | Möhringen     | 48° 43′ 19″ N, 9° 8′ 45″ O  |         | Die Kapelle gehört zur Paulusgemeinde Vaihingen. |

##### Freie evangelische Gemeinden
| Abbildung | Name       | Standort            | Koordinaten               | Bauzeit | Besonderheiten                  |
| --------- | ---------- | ------------------- | ------------------------- | ------- | ------------------------------- |
|           | Grafe-Haus | West Kornbergstraße | 48° 47′ 2″ N, 9° 9′ 45″ O |         | gegenüber der russischen Kirche |

##### Weitere Freikirchen und christliche Denominationen
| Abbildung | Name                                               | Standort                       | Koordinaten                 | Denomination                            | Bauzeit | Besonderheiten |
| --------- | -------------------------------------------------- | ------------------------------ | --------------------------- | --------------------------------------- | ------- | --- |
|           | Apostolische Gemeinde                              | West Schwabstraße              | 48° 46′ 16″ N, 9° 9′ 28″ O  | apostolisch                             |         | Erste reformiert-apostolische Gottesdienste fanden ab 1929 durch Betreuung aus dem Vogtland statt. Seit 1949 gab es wöchentliche Hauskreise. Das jetzige Kirchengebäude wird seit den 1980er Jahren verwendet. |
|           | Kath.-apostol. Gemeinde                            | West Gutenbergstraße           | 48° 46′ 18″ N, 9° 9′ 32″ O  | kath.-apostol.                          |         | |
|           | Celebrate Life Church                              | Nord Birkenwaldstraße 46       | 48° 47′ 16″ N, 9° 10′ 38″ O |                                         |         | Die Gemeinde war vorher ICF, das Gebäude eine Kirche Jesu Christi der Heiligen der Letzten Tage. |
|           | City Chapel                                        | Ost Talstraße 70               | 48° 47′ 7″ N, 9° 12′ 56″ O  | Calvary Chapel                          |         | |
|           | Gospel Forum                                       | Feuerbach Junghansstraße       | 48° 48′ 50″ N, 9° 10′ 38″ O | neocharismatisch                        | 2001    | größtes Neubau-Kirchengebäude Deutschlands mit einem Fassungsvermögen von 2200 Plätzen. |
|           | Mosaik Church                                      | Süd Römerstraße                | 48° 45′ 58″ N, 9° 10′ 12″ O | Ecclesia                                |         | |
|           | Friedenskirche                                     | Bad Cannstatt                  | 48° 48′ 32″ N, 9° 13′ 14″ O | Kirche des Nazareners                   |         | |
|           | Immanuelsgemeinde                                  | Ost                            | 48° 46′ 47″ N, 9° 12′ 4″ O  | lutherisch                              |         | |
|           | Tempelgesellschaft, Freie christliche Gemeinschaft | Felix-Dahn-Straße 39 Degerloch | 48° 44′ 57″ N, 9° 10′ 26″ O | Tempelgesellschaft in Deutschland e. V. |         | Ursprünglich im Jahr 1850 im Königreich Württemberg entstandene christlich-chiliastische Religionsgemeinschaft, 1869 bis 1949 in Palästina ansässig. Mit Gründung des Staates Israel, zwangsweise Rückübersiedlung nach Baden-Württemberg und Neugründung in Stuttgart und Umgebung. Bau des Gemeindehauses in Degerloch. |

### Katholische Kirchen

#### Alt-Katholische Kirche
| Abbildung | Name          | Standort / Koordinaten                                  | Bauzeit | Anmerkungen |
| --------- | ------------- | ------------------------------------------------------- | ------- | --- |
|           | St. Katharina | Katharinenplatz / Olgastraße 48° 46′ 22″ N, 9° 11′ 1″ O | 1868    | Architekt Heinrich Wagner plante das Gebäude als schlichte neugotische Kirche. Sie dient der alt-katholischen Gemeinde und der anglikanischen Gemeinde, die miteinander in Kirchengemeinschaft stehen, als Pfarrkirche – daher auch „englische Kirche“ genannt. |

#### Römisch-katholische Kirchen
Die über 50 katholischen Kirchen in Stuttgart gehören zu insgesamt 42 Kirchengemeinden in 12 Gesamtkirchengemeinden, das heißt einzelne Gemeinden haben auch mehrere Kirchen. Die Kirchengemeinden bilden zusammen das katholische Stadtdekanat Stuttgart. Dieses bestand aus den vier Dekanaten Stuttgart-Mitte, Stuttgart-Nord, Stuttgart-Filder und Bad Cannstatt. Diese  wurden im Zuge der Dekanatsreform der Diözese Rottenburg-Stuttgart aufgehoben, so dass es seither nur noch das Stadtdekanat auf dem Gebiet der Stadt Stuttgart gibt.
Im Folgenden werden die Kirchengebäude alphabetisch aufgelistet, beginnend jedoch mit der katholischen Hauptkirche der Stadt, der Domkirche St. Eberhard. Eine große Anzahl ist unter St. für Sankt eingeordnet.
| Abbildung | Name                             | Standort                  | Koordinaten                 | Bauzeit             | Besonderheiten |
| --------- | -------------------------------- | ------------------------- | --------------------------- | ------------------- | --- |
|           | Domkirche St. Eberhard           | Stuttgart-Mitte           | 48° 46′ 47″ N, 9° 10′ 48″ O | 1955                | Die 1808–1811 von Architekt Nikolaus Friedrich von Thouret erbaute Kirche war die erste katholische Kirche der damaligen Stadt Stuttgart nach der Reformation (die älteste im heutigen Stadtgebiet befindet sich jedoch in Hofen); 1944 wurde die Kirche durch einen Bombenangriff zerstört. Der Wiederaufbau erfolgte 1953–1955 durch Architekt Hugo Schlösser. Im Inneren dominiert das Altarbild Der wiederkommende Herr von Otto Habel, ferner gibt es eine vergoldete Pietà und seit 1982 eine Albiez-Orgel, das zweitgrößte Kirchenmusikinstrument in Stuttgart nach der neuen Orgel der evangelischen Stiftskirche. Am 30. September 1978 wurde die Kirche zur Konkathedrale des Bistums Rottenburg-Stuttgart erhoben. Seither trägt das Bistum seine heutige Bezeichnung. |
|           | Asemwald-Kapelle                 | Asemwald                  | 48° 43′ 29″ N, 9° 11′ 33″ O |                     | Es handelt sich um ein ökumenisches Gemeindezentrum, das auch für katholische Gottesdienste genutzt wird. Die dort sich versammelnde Gemeinde gehört zur Gemeinde St. Antonius von Padua Hohenheim. |
|           | Christus König                   | Vaihingen                 | 48° 43′ 50″ N, 9° 7′ 6″ O   | 1928                | Bereits 1902 wurde in Vaihingen ein Bethaus für die katholische Gemeinde errichtet. Die heutige Kirche wurde 1928 von Architekt Alfred Schmidt erbaut. Die Kirche expressionistischer Kirchenbaukunst hat ein Zollinger-Dach mit lamellenförmig aufgebautem Tonnengewölbe. |
|           | Christus Erlöser                 | Botnang                   | 48° 46′ 52″ N, 9° 7′ 57″ O  | 1971                | Die Kirche wurde 1971 von Architekt Laihle als zweite katholische Kirche Botnangs nach der 1933 erbauten Kirche St. Clemens errichtet. |
|           | Heilig Geist                     | Stuttgart-Ost             | 48° 47′ 16″ N, 9° 12′ 52″ O | 1976                | Der Sichtbetonbau wurde 1974–1976 nach Plänen von Rainer L. Neusch erbaut. Es handelt sich um ein Gemeindezentrum mit integrierter Kirche. Der Kirchenraum kann mittels Öffnung einer Faltwand mit dem Gemeindesaal vergrößert werden. Altarraumgestaltung und Bronzearbeiten (Portale, Kreuz, Tabernakel) stammen von dem Bildhauer Gerhard Tagwerker. Außenkreuz, abstrakter Kreuzweg und Fenster wurden von Gudrun Müsse-Florin geschaffen. Spätgotische Madonna um 1480. Vorgängerbauten von 1930 (zuvor Notkirche von St. Georg, zerstört 1944) und 1946/47. |
|           | Herz Jesu                        | Stuttgart-Gaisburg        | 48° 46′ 52″ N, 9° 12′ 45″ O | 1934                | Der mächtige, travertinverkleideter Kirchenbau mit einem freistehenden Campanile wurde nach Plänen von Clemens Hummel in zwei Abschnitten 1921 und 1934 erbaut. Das Kirchenschiff ist 54 m lang, das Hauptschiff 14 m hoch, die Seitenschiffe jeweils 5 m. Das Äußere ist frühchristlichen Basiliken nachempfunden. Der Chorraum ist erhöht und fensterlos; er erhielt sein heutiges Aussehen bei der Innenrenovation 1954–1958; der Innenraum ist durch seine von Wilhelm Geyer geschaffenen Fresken geprägt. Der Entwurf der Chorraumgestaltung und die Ausführung von Altar, Tabernakel, Ambo und Lesepult stammen von Otto Herbert Hajek. Wilhelm Geyer schuf auch die farbigen Fenster in den Seitenschiffen und in der sogenannten „Kinderkapelle“ rechts des Chorraums (1954/55). Die Kirche besitzt eine Marienstatue, die ca. auf das Jahr 1430 datiert wird. Auf der Empore über dem Haupteingang steht die Orgel der Werkstätte Rieger von 1979 mit 35 Registern auf drei Manualen und Pedal. |
|           | Heilig-Kreuz-Kirche (Sommerrain) | Sommerrain                | 48° 48′ 57″ N, 9° 14′ 37″ O | 1998                | Der Neubau der Heilig-Kreuz-Kirche wurde am 29. März 1998 geweiht. Konstruiert und geplant wurde sie vom Architekten Wolfgang Liese-Grässer unter Erhalt des alten Turmes, die Kunstverglasung nahm Bernhard Huber vor. Den Altarraum gestaltete Rudolf Kurz. |
|           | Hl. Bruder Klaus von Flüe        | Stuttgart-Ost             | 48° 46′ 16″ N, 9° 12′ 11″ O | 1969                | Die Kirche wurde 1969 erbaut, Architekt war Karl Hans Neumann. Im Jahre 2006 erfolgte eine Renovierung und Umgestaltung des Innenraums durch die Architekten Kreuz + Kreuz, Stuttgart. |
|           | Liebfrauenkirche                 | Bad Cannstatt             | 48° 48′ 13″ N, 9° 13′ 36″ O | 1907–1909           | Die Kirche wurde 1907–1909 von Joseph Cades erbaut; es ist ein unverputzter neugotischer Ziegelbau in Anlehnung an französische Vorbilder. In Nachbarschaft von Uff-Kirchhof und -kirche erbaut, nimmt sie deren Patrozinium wieder auf; 1944 wurde die Kirche schwer beschädigt und 1948 wieder aufgebaut. |
|           | Maria Königin des Friedens       | Büsnau                    | 48° 45′ 7″ N, 9° 5′ 2″ O    | 1954                | Die Kirche wurde 1954 von Architekt Müller erbaut. |
|           | Mariä Himmelfahrt                | Degerloch                 | 48° 44′ 58″ N, 9° 10′ 25″ O | 1927                | Die Kirche wurde 1927 von Architekt Hugo Schlösser erbaut. Im Rahmen der Spendensammlung für den Bau wurde sie auch Bergkirche von der Himmelfahrt Mariä genannt. |
|           | Maximilian Kolbe                 | Vaihingen                 | 48° 44′ 11″ N, 9° 6′ 3″ O   | 1978                | Die Kirche wurde 1978 erbaut |
|           | Salvator                         | Giebel, Bezirk Weilimdorf | 48° 48′ 15″ N, 9° 5′ 24″ O  | 1957                | Die Kirche wurde 1955–1957 von den Kirchenarchitekten Hans Herkommer und Jörg Herkommer erbaut. Die Betonskelettkonstruktion mit Spannbetondecke ist ein frühes Beispiel des expressionistischen Kirchenbaus der 1950er-Jahre. 1960 wurde sie zur Pfarrkirche erhoben. |
|           | St. Albert                       | Zuffenhausen              | 48° 50′ 23″ N, 9° 8′ 47″ O  |                     | Die Kirche ist eine Filialkirche der Gemeinde St. Antonius von Padua Zuffenhausen und wird von der Priesterbruderschaft St. Petrus genutzt. |
|           | St. Antonius                     | Stuttgart-Süd, Kaltental  | 48° 44′ 27″ N, 9° 7′ 54″ O  |                     | Die Kirche wurde 1932 von Architekt Hans Herkommer erbaut und 2006 von dem Architekten Günter Pfeifer umgebaut, das Innere neu gestaltet. Die Bildhauerin Madeleine Dietz war mit der Gestaltung der zentralen liturgischen Orte beauftragt. |
|           | St. Antonius                     | Zuffenhausen              | 48° 49′ 59″ N, 9° 10′ 18″ O | 1903                | Die Katholiken in Zuffenhausen gehörten zunächst zur Gemeinde Ludwigsburg. In den 1890er Jahren wurde eine Filialkirchengemeinde gegründet. 1902/03 konnte sich die Gemeinde eine eigene Kirche nach Entwurf von Ulrich Pohlhammer bauen. |
|           | St. Antonius von Padua           | Hohenheim                 | 48° 42′ 33″ N, 9° 12′ 20″ O | 1962                | Die Kirche wurde 1961/62 erbaut. Der Innenraum wurde 1998/99 umgebaut. Zur Kirchengemeinde gehört auch das Ökumenische Gemeindezentrum Asemwald und bis 2017 zudem die Vinzenz-Pallotti-Kirche in Birkach |
|           | St. Augustinus                   | Neugereut                 | 48° 49′ 52″ N, 9° 13′ 50″ O | 1974                | Die Kirche wurde 1974 errichtet. |
|           | St. Barbara                      | Hofen                     | 48° 50′ 16″ N, 9° 13′ 42″ O | 1784                | Die Kirche wurde 1783–1784 von Baumeister Michael Bader im Auftrag des Domkapitels Konstanz erbaut. Später erfolgte der Ausbau im Barock und Rokoko-Stil. Sie ist damit die älteste katholische Kirche im Stadtgebiet Stuttgart. Zur „Stuttgarter Madonna“ (Ulmer Schule, um 1500) werden seit 1954 offiziell Wallfahrten veranstaltet. |
|           | St. Clemens                      | Botnang                   | 48° 46′ 30″ N, 9° 7′ 47″ O  | 1933                | Die Kirche wurde 1933 von Architekt Hugo Schlösser erbaut. Der einschiffige schlichte Bau mit Satteldach ist eine Reformarchitektur, unabhängig vom Bauhaus wie von den Formen des Neoklassizismus. 1958 wurde die Kirche zur Pfarrkirche erhoben. 1971 entstand in Botnang eine zweite Kirche, Christus Erlöser. |
|           | St. Christophorus                | Wangen                    | 48° 46′ 33″ N, 9° 14′ 37″ O | 1936                | Die Kirche wurde 1936 von Architekt Hummel erbaut und ist seit 1951 Pfarrkirche. |
|           | St. Elisabeth                    | Stuttgart-West            | 48° 46′ 27″ N, 9° 9′ 19″ O  | 1901                | Die Kirche wurde von Mai 1900 bis November 1901 von Architekt Joseph Cades (1855–1943) als neoromanische Basilika (Backsteinbau), teilweise in Anlehnung an die französische Gotik, erbaut. Mit einer Gesamtlänge von 55 m, einer Querschiffbreite von 26 m, einer Höhe des Schiffs von 16 m umfasst die Kirche 850 Sitzplätze und gehört damit zu den größten katholischen Kirchen Stuttgart. Der Turm hat eine Höhe von 44,00 m. Im Zweiten Weltkrieg wurde sie teilweise zerstört. Der Wiederaufbau durch Architekt Fred Hummel erfolgte bis 1968. Die neuen Chorfenster schuf 1964 Karl Josef Huber. Hauptaltar von Bildhauer Alfred Appenzeller. Weitere Werke in der Kirche stammen von Gebhard Fugel (Altarbild der Hl. Familie, 1903, Kreuzweg, 1917, dreiflügliges Herz-Jesu-Bild, 1919). Die 1957 von der Firma Rieger erbaute Orgel hat vier Manuale und 55 Register. 1988/89 wurde die Kirche durch Dipl.-Ing. Matthias Kreuz und Dr.-Ing. Eva-Maria Kreuz aus Stuttgart innen renoviert. Die 1901 als Tochtergemeinde von St. Maria gegründete Gemeinde St. Elisabeth gehört zu den größten Kirchengemeinden der Diözese Rottenburg-Stuttgart. |
|           | St. Fidelis                      | Stuttgart-West            | 48° 46′ 52″ N, 9° 9′ 56″ O  | 1925                | Die Kirche wurde 1925 von Architekt Clemens Hummel als dreischiffiger querschiffloser Binderbau mit kassettierter Holztonnendecke und plastischem Dekor des Bildhauers Josef Zeitler erbaut. 1964/65 wurde sie neu gestaltet durch den Architekten Rudolf Schwarz. Das Orgelwerk (III+P/44) wurde 2005 von der Werkstatt Orgelbau Vleugels errichtet. |
|           | St. Franziskus                   | Obertürkheim              | 48° 46′ 4″ N, 9° 16′ 0″ O   | 1926                | Die Kirche wurde 1926 als so genannte „Notkirche“ von Lindner erbaut. 1951 erfolgte der Neubau der heutigen Kirche. |
|           | St. Georg                        | Stuttgart-Nord            | 48° 47′ 49″ N, 9° 10′ 56″ O | 1929                | Für die Katholiken im Norden Stuttgarts wurde 1902 ein Betsaal in der Kleinstraße erbaut. 1914 folgte eine kleine Holzkirche, die St. Georg geweiht war. Die Gemeindeglieder gehörten damals noch zu St. Eberhard. 1921 wurde die Pfarrei St. Georg errichtet. 1929/30 konnte schließlich durch Architekt Hugo Schlösser die heutige Kirche als Klinkersteinbau erbaut werden. Der wuchtige Bau ist jedem Autofahrer bekannt, der von Norden über die Heilbronner Straße in die Stadt fährt. |
|           | St. Hedwig                       | Möhringen                 | 48° 43′ 56″ N, 9° 8′ 59″ O  | 1953                | Die Kirche wurde 1953 von Architekt Müller erbaut und 1959 zur Pfarrkirche erhoben. |
|           | St. Johannes Evangelist          | Untertürkheim             | 48° 47′ 6″ N, 9° 15′ 12″ O  | 1909                | Die Kirche wurde 1903 von Architekt Joseph Cades erbaut und 1912 zur Pfarrkirche erhoben. 2003 wurde eine renovierte Romantikorgel des Biberacher Orgelbauers Johann Baptist Schefold von 1889 eingebaut. |
|           | St. Johannes Maria Vianney       | Mönchfeld                 | 48° 50′ 33″ N, 9° 13′ 17″ O | 1962/2023           | Die erste Kirche wurde 1962 erbaut und zur Pfarrkirche erhoben. Nach dem Abriss, nur der Turm blieb erhalten, wurde die Kirche deutlich verkleinert neu erbaut und 2023 geweiht. |
|           | St. Josef                        | Feuerbach                 | 48° 48′ 32″ N, 9° 9′ 47″ O  | 1965                | Die Kirche wurde 1895 erbaut und im Zweiten Weltkrieg zerstört. Die heutige Kirche wurde 1965 erbaut. 1973 wurde die zweite katholische Kirche in Feuerbach, St. Monika, erbaut. |
|           | St. Josef                        | Heslach                   | 48° 45′ 32″ N, 9° 9′ 27″ O  | 1975                | Die Kirche wurde 1909 erbaut und 1920 zur Pfarrkirche erhoben. Die heutige Kirche wurde jedoch 1975 neu erbaut. Bis 2007 war hier der Knabenchor Collegium Iuvenum ansässig. |
|           | St. Konrad                       | Stuttgart-Mitte           | 48° 46′ 25″ N, 9° 11′ 26″ O | 1967                | Die Kirche wurde 1965–1967 nach Plänen des Architekten Karl Gonser erbaut und 1969 zur Pfarrkirche erhoben. |
|           | St. Laurentius                   | Freiberg                  | 48° 50′ 10″ N, 9° 12′ 16″ O | 1973                | Die Kirche wurde 1973 erbaut und 1974 zur Pfarrkirche erhoben. |
|           | St. Maria                        | Stuttgart-Mitte           | 48° 46′ 12″ N, 9° 10′ 19″ O | 1879                | Die Kirche wurde 1871–1879 von Architekt Joseph von Egle nach dem Vorbild der frühgotischen Elisabethenkirche in Marburg an der Lahn erbaut. Sie war nach der Domkirche St. Eberhard die zweite katholische Pfarrkirche der damaligen königlichen Residenzstadt Stuttgart. Diese Marienkirche südlich des Stadtzentrums stellt, wenn man so will, aus heutiger Perspektive den ersten in seiner architektonischen Form erhalten gebliebenen Neubau einer katholischen Kirche auf altwürttembergischen Stuttgarter Stadtgebiet nach der Reformation dar, nachdem die Domkirche St. Eberhard im Zweiten Weltkrieg völlig zerstört und 1955 in neuer Form wiedererrichtet wurde. Die große Kirche St. Maria mit zwei Türmen brannte zwar im Zweiten Weltkrieg 1943 auch aus, wurde aber 1948/49 in der ursprünglichen Form wieder hergestellt. |
|           | St. Markus                       | Hedelfingen               | 48° 45′ 36″ N, 9° 15′ 22″ O | 1978                | Die Kirche wurde 1978 als zusätzliche Kirche der Gemeinde Rohracker/Hedelfingen erbaut. Nachdem deren erste Kirche, die Pauluskirche in Rohracker, von der katholischen Gemeinde nicht mehr selbst genutzt wurde, erfolgte auch eine Umbenennung der Kirchengemeinde, die nun ebenfalls nach St. Markus benannt ist. |
|           | St. Martinus                     | Bad Cannstatt             | 48° 48′ 28″ N, 9° 12′ 40″ O | 1950                | Als Nachfolgerin der einstigen Urkirche zwischen 1511 und 1516 von der Altenburg hierher verlegt; 1858 wieder eingeweiht, 1944 zerstört und 1950 wieder aufgebaut. |
|           | St. Michael                      | Sillenbuch                | 48° 44′ 37″ N, 9° 12′ 42″ O | 1953                | Die Kirche wurde 1952/53 von Architekt Hans Herkommer erbaut. Die Innenausstattung des Saalbaus stammt unter anderem von dem Maler Wilhelm Geyer und dem Bildhauer O. H. Hajek. |
|           | St. Monika                       | Feuerbach                 | 48° 48′ 44″ N, 9° 8′ 18″ O  | 1973                | Die Kirche wurde 1973 als zweite katholische Kirche Feuerbachs, nach der Kirche St. Josef, erbaut. |
|           | St. Nikolaus                     | Stuttgart-Ost             | 48° 47′ 16″ N, 9° 11′ 44″ O | 1969                | Die Kirche wurde 1896–1899 von Architekt Pohlhammer erbaut. Die Kirche wurde im Zweiten Weltkrieg zerstört und bis 1969 wieder aufgebaut. |
|           | St. Ottilia                      | Münster                   | 48° 49′ 16″ N, 9° 13′ 11″ O | 1918                | Die Kirche wurde 1913–1918 von den Architekten Edmund Capitain und Joseph Steiner erbaut. Die Zweiflügelanlage, basilikale Kirche, hat hell verputzte Fassaden und in Travertin gearbeitete Gliederungen, schlichte Barockformen. Die Christus-Darstellung von 1949 stammen von Kirchenmaler Wilhelm Geyer. |
|           | St. Paul                         | Stuttgart-Süd             | 48° 45′ 38″ N, 9° 10′ 16″ O | 1975                | Die Kirche ist eine Filialkirche der Kirchengemeinde St. Maria. |
|           | St. Paulus                       | Rohracker                 | 48° 45′ 32″ N, 9° 14′ 8″ O  | 1966                | Die Kirche wurde 1966 erbaut. 1973 wurde die Kirche zur Pfarrkirche erhoben, nachdem die Katholiken zuvor von Obertürkheim aus betreut wurden. 1978 erbaute sich die Gemeinde in Hedelfingen eine zweite Kirche, die Markuskirche. 2012 wurde die Kirche stillgelegt. Seit 2014 wird sie von aus dem Irak stammenden chaldäisch-katholischen Christen genutzt. |
|           | St. Peter                        | Bad Cannstatt             | 48° 48′ 21″ N, 9° 14′ 39″ O | 1973                | Die Kirche wurde 1973 erbaut und zur Pfarrkirche erhoben. Nach rund 40 Jahren ihres Bestehens hatte das Bauwerk einen hohen Sanierungsbedarf. Am 8. Mai 2016 wurde der letzte Gottesdienst gefeiert, die Kirche wurde profaniert („entweiht“) und abgerissen. Am 9. Dezember des Jahres 2018 wurde der rechtwinklige Neubau geweiht. |
|           | St. Rupert                       | Bad Cannstatt             | 48° 48′ 47″ N, 9° 12′ 18″ O | 1962                | Die Kirche wurde 1962 erbaut und 1965 zur Pfarrkirche erhoben. |
|           | St. Stefan                       | Stuttgart-West            | 48° 46′ 16″ N, 9° 8′ 39″ O  | 1976                | Die ehemalige Kirche wurde 1976 erbaut. Profanierung am 30. Dezember 2017. |
|           | St. Theresia vom Kinde Jesus     | Weilimdorf                | 48° 48′ 39″ N, 9° 6′ 56″ O  | 1953                | Die Kirche wurde 1953 erbaut. |
|           | St. Thomas                       | Steinhaldenfeld           | 48° 49′ 35″ N, 9° 14′ 6″ O  | 1965                | Die Kirche wurde 1965 nach der 1935 errichteten St.-Bonifatius-Kirche als zweite Kirche für den Stadtteil Steinhaldenfeld erbaut. |
|           | St. Thomas Morus                 | Heumaden                  | 48° 44′ 41″ N, 9° 14′ 3″ O  | 1967                | Die Kirche wurde 1967 erbaut und zur Pfarrkirche erhoben. |
|           | St. Ulrich                       | Fasanenhof                | 48° 42′ 44″ N, 9° 9′ 32″ O  | 1966                | Die Kirche wurde 1963–1966 von den Architekten Brümmendorf, Müller und Reichmann erbaut und 1967 zur Pfarrkirche erhoben. Die Kirche hat Glasbausteinwände der Künstler Lothar Quinte und Markus Prachensky. Zur Ausstattung gehört eine Orgel der Werkstätte Vleugels, Hardheim, mit 21 Registern auf zwei Manualen und Pedal. |
|           | St. Vincenzo Pallotti            | Birkach                   | 48° 43′ 38″ N, 9° 12′ 20″ O | 1966                | Die Kirche in Birkach wurde 1965/66 erbaut und im Oktober 2017 profaniert. Das Gebäude wurde Anfang des Jahres 2018 abgerissen. Die Gemeinde gehörte zur Gemeinde St. Antonius Padua in Hohenheim. |
|           | Zum Guten Hirten                 | Stammheim                 | 48° 50′ 47″ N, 9° 9′ 36″ O  | 1954                | Die Kirche wurde 1954 von Architekt Hänle erbaut und 1959 zur Pfarrkirche erhoben. |
|           | Zur Heiligen Familie             | Dürrlewang                | 48° 43′ 5″ N, 9° 6′ 46″ O   | 1959                | Die Kirche wurde 1959 erbaut und 1966 zur Pfarrkirche erhoben. |
|           | Zur Hl. Dreifaltigkeit           | Rot                       | 48° 49′ 56″ N, 9° 11′ 29″ O | 1954                | Die Kirche wurde 1954 erbaut und 1958 zur Pfarrkirche erhoben. |
|           | Sankt Maria Himmelfahrt          | Feuerbach                 | 48° 48′ 43″ N, 9° 10′ 2″ O  | 1990–95 Weihe: 1997 | neobarockes Bauwerk; Distriktsitz der Priesterbruderschaft St. Pius X.; tridentinische Messfeier |

#### Piusbruderschaft, deutscher Distrikt
Die von 1990 an errichtete und 1997 geweihte katholische Kirche St. Maria Himmelfahrt in Stuttgart-Feuerbach gehört zum deutschen Distrikt der Piusbruderschaft, Priorat St. Athanasius. Sie ist am Ende der obigen Tabelle einsortiert.

### Orthodoxe Kirchen
| Abbildung | Kirche                                     | Stadtteil    | Standort        | Koordinaten                 | Konfession                              | Bauzeit | Besonderheiten |
| --------- | ------------------------------------------ | ------------ | --------------- | --------------------------- | --------------------------------------- | ------- | --- |
|           | Hl. Alexander-Nevskij-Kirche               | Nord         | im Pragfriedhof | 48° 47′ 38″ N, 9° 11′ 4″ O  | Orthodoxe Gemeinde russischer Tradition |         | |
|           | Himmelfahrt Christi                        | West         | Leipziger Platz | 48° 46′ 13″ N, 9° 9′ 2″ O   | griechisch-orthodox                     | 1947–49 | Architekt Prof. Lempp |
|           | Petrus und Paulus                          | Feuerbach    |                 | 48° 48′ 50″ N, 9° 7′ 53″ O  | griechisch-orthodox                     |         | |
|           | Jesu Christi Geburt                        | Zuffenhausen | Neuwirtshaus    | 48° 50′ 23″ N, 9° 9′ 37″ O  | Rumänisch-Orthodoxe Kirche              |         | Das frühere Johann-Albrecht-Bengel-Haus der Evangelischen Michaelskirchengemeinde wurde 2004 zum orthodoxen Kirchenraum umgebaut. An das äußerlich schlichte Gotteshaus mit einem kleinen Dachreiter, worin zwei kleine Glocken hängen, wurde ein großer Turm angebaut. |
|           | St. Nikolai                                | Nord         |                 | 48° 47′ 2″ N, 9° 9′ 49″ O   | Russische orthodoxe Auslandskirche      | 1895    | Die Kirche wurde nach Plänen des Architekten Ludwig Eisenlohr erbaut. |
|           | Hl. Prophet Elias                          | Feuerbach    |                 | 48° 48′ 40″ N, 9° 8′ 50″ O  | Moskauer Patriarchat                    |         | |
|           | Kirche der Synaxis der Serbischen Heiligen | Süd          | Heslach         | 48° 45′ 38″ N, 9° 9′ 26″ O  | Serbisch-Orthodoxe Kirche               |         | 1992 von der methodistischen Kirche übernommen |
|           | Hl. Kiril und Methodi                      | Hofen        | Steinhaldenfeld | 48° 49′ 44″ N, 9° 13′ 22″ O | Bulgarisch-Orthodoxe Kirche             | 1935    | Die Kirche wurde 1935 als katholische St. Bonifatiuskirche erbaut. Im April 1943 wurde das Kirchenschiff bei einem Fliegerangriff stark zerstört, der Turm blieb im Wesentlichen unversehrt. Die wiederaufgebaute Kirche wurde 1959 zur Pfarrkirche erhoben. 1965 erbaute die katholische Kirchengemeinde Steinhaldenfeld eine zweite Kirche, St. Thomas. Das kirchliche Leben der Gemeinde verlagerte sich im Laufe der Zeit immer mehr in die Kirche St. Thomas. Nachdem die Kirche bereits seit 2014 von der Assyrischen Gemeinde und ab 2017 von der bulgarisch-orthodoxen Gemeinde genutzt wurde, erfolgte 2023 die Übernahme, wodurch sie die erste bulgarisch-orthodoxe Kirche Deutschlands wurde. |
|           | St. Georg                                  | Degerloch    |                 | 48° 44′ 39″ N, 9° 9′ 56″ O  | Koptisch-orthodoxe Kirche               |         | |
|           | Mariä Verkündigung                         | Ost          | Frauenkopf      | 48° 45′ 38″ N, 9° 13′ 1″ O  | Äthiopisch-Orthodoxe Tewahedo-Kirche    | 1970    | Als katholische Kirche für Frauenkopf erbaut, letzter Priester war Josef Anselm Graf Adelmann von Adelmannsfelden. Seit Weihnachten 2004 wurde sie nicht mehr genutzt. Im Mai 2007 gab die Kirche der gleichnamigen äthiopisch-orthodoxen Gemeinde Heimat. |

### Neuapostolische Kirchen
| Abbildung | Kirche                 | Stadtteil     | Standort            | Koordinaten                 | Bauzeit | Besonderheiten |  |
| --------- | ---------------------- | ------------- | ------------------- | --------------------------- | ------- | --- |  |
|           | Neuapostolische Kirche | Bad Cannstatt | Dennerstraße        | 48° 48′ 10″ N, 9° 13′ 54″ O |         | |  |
|           | Neuapostolische Kirche | Botnang       | Brahmsweg           | 48° 46′ 29″ N, 9° 7′ 53″ O  |         | |  |
|           | Neuapostolische Kirche | Feuerbach     | Klagenfurter Straße | 48° 48′ 30″ N, 9° 9′ 33″ O  |         | |  |
|           | Neuapostolische Kirche | Heslach       | Böblinger Straße    | 48° 45′ 22″ N, 9° 8′ 28″ O  |         | |  |
|           | Neuapostolische Kirche | Mühlhausen    | Kurlandweg          | 48° 50′ 29″ N, 9° 13′ 44″ O |         | |  |
|           | Neuapostolische Kirche | Münster       | Austraße            | 48° 49′ 23″ N, 9° 13′ 21″ O |         | |  |
|           | Neuapostolische Kirche | Neugereut     | Regenpfeiferweg     | 48° 49′ 48″ N, 9° 14′ 4″ O  |         | |  |
|           | Neuapostolische Kirche | Neuwirtshaus  |                     | 48° 50′ 17″ N, 9° 8′ 55″ O  |         | |  |
|           | Neuapostolische Kirche | Nord          | Eckartshaldenweg    | 48° 47′ 50″ N, 9° 10′ 49″ O |         | |  |
|           | Neuapostolische Kirche | Obertürkheim  | Asangstraße         | 48° 45′ 52″ N, 9° 16′ 17″ O |         | |  |
|           | Neuapostolische Kirche | Ost           | Einkornstraße       | 48° 47′ 1″ N, 9° 12′ 11″ O  | 1937    | in klassischer Form einer dreischiffigen Basilika aus Backstein-Sichtmauerwerk erbaut |  |
|           | Neuapostolische Kirche | Rohracker     | Wollerweg           | 48° 45′ 28″ N, 9° 13′ 59″ O |         | |  |
|           | Neuapostolische Kirche | Sillenbuch    | Liliencronstraße    | 48° 44′ 29″ N, 9° 12′ 38″ O |         | |  |
|           | Neuapostolische Kirche | Stammheim     | Glühwürmchenweg     | 48° 51′ 8″ N, 9° 9′ 9″ O    |         | |  |
|           | Neuapostolische Kirche | Steig         |                     | 48° 48′ 46″ N, 9° 12′ 31″ O |         | |  |
|           | Neuapostolische Kirche | Süd           | Immenhofer Straße   | 48° 45′ 45″ N, 9° 10′ 36″ O | 1926    | mit 1.500 Sitzplätzen lange Zeit die größte süddeutsche neuapostolische Kirche. Die Orgel der Firma Weigle erhielt 1927 den Staatspreis des Deutschen Reiches und des Landes Württemberg |  |
|           | Neuapostolische Kirche | Untertürkheim | Fellbacher Straße   | 48° 46′ 59″ N, 9° 15′ 21″ O | 1928    | im Bauhaus-Stil erbaut, im Krieg beschädigt. |  |
|           | Neuapostolische Kirche | Wangen        | Höhbergstraße       | 48° 46′ 6″ N, 9° 14′ 43″ O  |         | |  |
|           | Neuapostolische Kirche | Weilimdorf    | Widdumhofstraße     | 48° 48′ 47″ N, 9° 6′ 35″ O  |         | |  |
|           | Neuapostolische Kirche | West          | Rosenbergstraße     | 48° 46′ 47″ N, 9° 9′ 31″ O  | 1904–05 | |  |
|           | Neuapostolische Kirche | Zuffenhausen  | Hohenloherstraße    | 48° 49′ 45″ N, 9° 10′ 35″ O | 1957–58 | |  |
|           | Neuapostolische Kirche | Degerloch     | Leinfeldener Straße | 48° 44′ 42″ N, 9° 10′ 3″ O  | 1914    | Umbau 1995, Auszeichnung „Beispielhaftes Bauen Stuttgart 1997“ |  |
|           | Neuapostolische Kirche | Möhringen     | Udamstraße          | 48° 43′ 28″ N, 9° 8′ 31″ O  | 1949/50 | |  |
|           | Neuapostolische Kirche | Vaihingen     | Sternecker Straße   | 48° 43′ 56″ N, 9° 6′ 10″ O  | 1933    | |  |

### Weitere christliche Denominationen

#### Kirche Jesu Christi der Heiligen der Letzten Tage(Mormonen)
- Gemeindezentrum, Deidesheimer Straße 39 (48° 48′ 39″ N, 9° 7′ 8″ O)

#### Zeugen Jehovas
| Abbildung | Name            | Standort                  | Koordinaten                | Bauzeit | Anmerkungen |
| --------- | --------------- | ------------------------- | -------------------------- | ------- | ----------- |
|           | Königreichssaal | Schwieberdinger Straße 26 | 48° 49′ 46″ N, 9° 9′ 53″ O |         |             |
|           | Königreichssaal | Schmidener Straße 21      | 48° 48′ 33″ N, 9° 13′ 9″ O |         |             |
|           | Königreichssaal | Kesselstraße 32           | 48° 45′ 53″ N, 9° 15′ 6″ O |         |             |

## Judentum
- Alte Synagoge
- Synagoge und Gemeindezentrum Hospitalstraße

## Islam
| Abbildung | Name                                               | Standort / Koordinaten | Bauzeit | Rechtsträger / Trägerverein                                        | Anmerkungen |
| --------- | -------------------------------------------------- | ---------------------- | ------- | ------------------------------------------------------------------ | ----------- |
|           | Moschee Stuttgart                                  | Mauserstraße 19        |         | Türkisch-Islamische Union der Anstalt für Religion e.V. sog. DITIB |             |
|           | Moschee                                            | Stuttgarter Straße 60A |         | Verein für Kultur und Bildung e. V.                                |             |
|           | Annasîhah Moschee Stuttgart                        | Viaduktstraße 2        |         | Islamischer Bund Stuttgart e. V.                                   |             |
|           | Omar-Ibn-Kattab-Moschee                            | Waiblingerstraße 30    |         | Islamisches Zentrum Stuttgart e. V.                                |             |
|           | Moschee Zuffenhausen                               | Markgröningerstraße 57 |         | Islamische Gemeinde Zuffenhausen e. V.                             |             |
|           | Ulu Camii - Moschee                                | Friedhofstraße 71      |         | Landesverband der islamischen Kulturzentren BW e. V.               |             |
|           | Moschee im Islamisch-Albanischen Zentrum Stuttgart | Kölner Straße 12       | 1987    | Islamisches Zentrum für Albaner e. V.                              |             |

### Aleviten
| Abbildung | Name    | Standort / Koordinaten              | Bauzeit | Rechtsträger / Trägerverein                   | Anmerkungen |
| --------- | ------- | ----------------------------------- | ------- | --------------------------------------------- | ----------- |
|           | Moschee | Glockenstraße 20                    |         | Alevitische Gemeinde Stuttgart e. V.          |             |
|           | Moschee | Stuttgart-Heslach, Tauben Straße 20 |         | Alevi Toplumu-Alevitische Gemeinde ATAG e. V. |             |

## Hinduismus
| Abbildung | Name                                        | Standort / Koordinaten              | Bauzeit | Rechtsträger / Trägerverein    | Anmerkungen |
| --------- | ------------------------------------------- | ----------------------------------- | ------- | ------------------------------ | ----------- |
|           | Sri Sitti-Vinayagar Hindu-Tempel (தொடர்புகளுக்கு) | Bad Cannstatt, Waiblinger Straße 30 |         | Hindu Verein e. V.             |             |
|           | Sri Sithivinayagar Kovil Hindu-Tempel       | Sommerrain, Lehmfeldstraße 18       |         | Sri Sithivinayagar Kovil e. V. |             |
|           | Hindu-Tempel Stuttgart                      | Giebel, Kreuzotterweg 2             |         | Vedische Kultur Zentrum e. V.  |             |

## Weitere Religiöse Minderheiten und ihre Sakralbauten bzw. religiösen Orte

### Bahá'í
- Bahá’í-Gemeinde in Stuttgart, Friesenstraße 26 in Rechtsträgerschaft der Bahá’í-Gemeinde in Deutschland K. d. ö. R.

### Jesiden
- Formiert unter der Rechtsfigur Ezidische Sonne Stuttgart e. V.

### Buddhismus (Thai)
- Wat Thai Stuttgart Wat Sanghavihara Lerchenstraße 79, Rechtsträgerschaft Deutsch-Thailändischer Förderverein Stauferland e. V.